# Rally en España

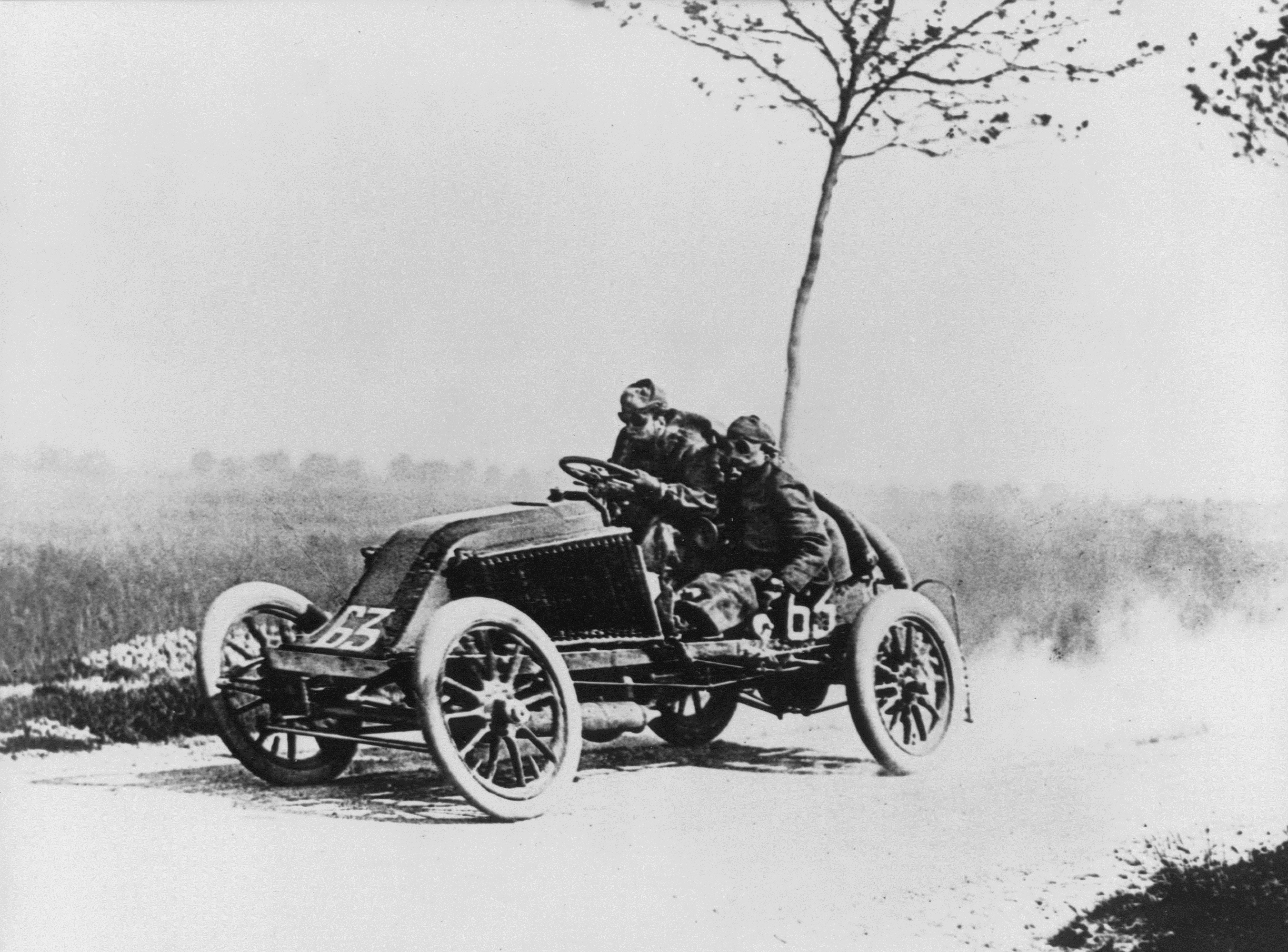
La París-Madrid de 1903, fue una de las primeras carreras con itinerario en España pero que curiosamente no llegó a pisar territorio español.

Los rallyes en España son una disciplina deportiva que se practica desde mediados de siglo XX. Las primeras carreras de automóviles se realizaron a principios de siglo y en la década de los 1950 se organizaron las primeras pruebas de rally aunque todavía con el antiguo formato que combinaban pruebas de velocidad y regularidad. Cabe destacar que el término «rally» durante el siglo XX, se usaba para celebraciones deportivas y/o sociales no solo de automóviles, sino también para motocicletas e incluso avionetas.
El primer certamen organizado fue el campeonato de España, por entonces denominado Campeonato de España de Conductores de rallies, que nació en 1956. A partir de la década de los años 1960 esta disciplina se fue estandarizando y las pruebas exclusivamente con tramos de velocidad se fueron popularizando sobre las otras. A finales de los años 1960 se comenzaron a organizar los primeros campeonatos regionales como el Campeonato de Castilla, el Campeonato de Cataluña o el Campeonato de Levante, que en el caso del primero abarcaba diferentes provincias y comunidades autónomas. Posteriormente lo hicieron el Campeonato de Asturias, de Andalucía, de Canarias y el Vasco-Navarro-Aragonesa-Riojana, que incluía varias provincias. Los certámenes autonómicos no aparecerían de manera oficial hasta la llega de la democracia. En los años 1970 los equipos se fueron profesionalizando, siendo la Escudería Repsol la pionera, y marcas como SEAT o Renault (FASA) comenzaron a participar de manera oficial. El Real Automóvil Club de España y el Real Automóvil Club de Cataluña impulsaron desde los años 50 esta disciplina con la creación de muchas pruebas de rally por todo el país, la organización del campeonato de España y otras actividades.
En la década de los años 1980 nació el certamen nacional sobre tierra y posteriormente pilotos como Carlos Sainz, primer español campeón del mundo en 1990, y la inclusión del Rally Cataluña en dicho certamen, popularizaron definitivamente los rallies en el país.
La Real Federación Española de Automovilismo es la entidad encargada de organizar los campeonatos de rally en España a nivel estatal, siempre bajo la tutela de la FIA. Los campeonatos regionales son regidos por la federaciones autonómicas.

## Historia

### Primeros años

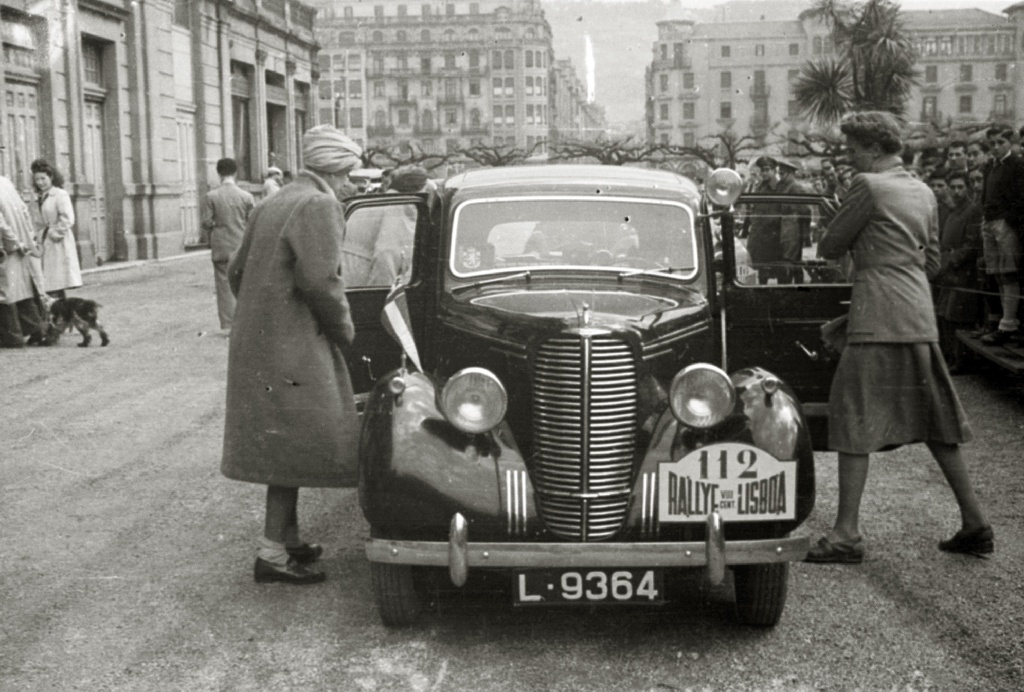
Participantes del Rally París-Lisboa de 1947 de paso por la ciudad de San Sebastián.

En España se celebraron carreras automovilísticas desde principios del siglo XX. Entre las más célebres se encuentra la París-Madrid de 1903. Posteriormente se celebró la Copa Cataluña de 1908 y la Volta a Catalunya entre 1916 y 1920 y que luego derivaría en el Rally Cataluña. En 1910 se creó el Real Automóvil Club de Cataluña que años más tarde se encargaría de organizar dicha prueba.
Pruebas extranjeras como el Rally de Montecarlo que nació en 1911, mantuvo durante todo el siglo XX el formato antiguo de los rallies donde los participantes partían desde diferentes localidades de Europa con destino a la ciudad monegasca. Desde España muchos participantes tomaron parte en la prueba saliendo desde ciudades como Barcelona e incluso desde la ciudad de Lisboa. El Montecarlo, incluso mucho antes de que se popularizaran los rallies en España, impulsó a muchos pilotos de la época a participar en ella y se mantuvo como un referente internacional por su popularidad y la publicidad que daba a sus ganadores y a las marcas implicadas. Otra prueba extranjera donde participaron asiduamente pilotos españoles fue el Rally del Automóvil Club de Portugal y más tarde, en los años setenta sucedería lo mismo con el rally de Portugal.
La guerra civil española y los años de la posguerra provocó un parón en las actividades deportivas así como en la industria automotriz.
En el año 1940 nació la Federación Catalana de Automovilismo con sede en el RACC. Esta entidad alentó el deporte del automovilismo tanto en rally como otras disciplinas: montaña, circuitos, etc. Esto provocó que Cataluña tuviese gran tradición en este deporte con respecto al resto de España. Los primeros rallies durante ese tiempo eran diferentes a las actuales, con un formato lineal y por carreteras muy precarias además de las dificultades propias de un escenario de posguerra, con escasez de productos como la gasolina y recambios. No sería hasta los años cincuenta con el despegue de la industria española cuando comenzaron a celebrarse aunque de manera modesta, las primeras carreras.

### Años 1950

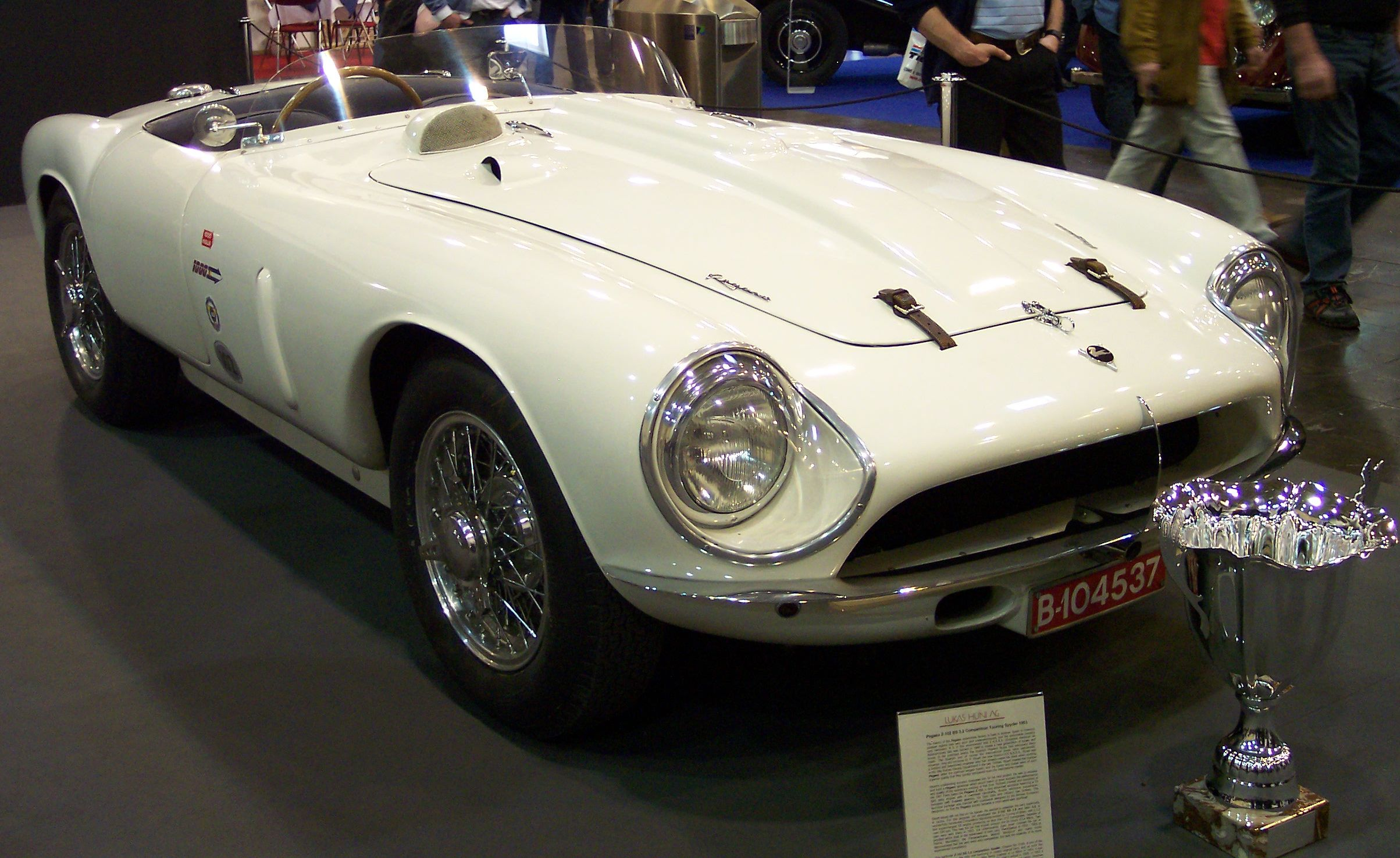
El Pegaso Z-102 fue uno de los primeros automóviles fabricados en España que logró victorias en rallies.

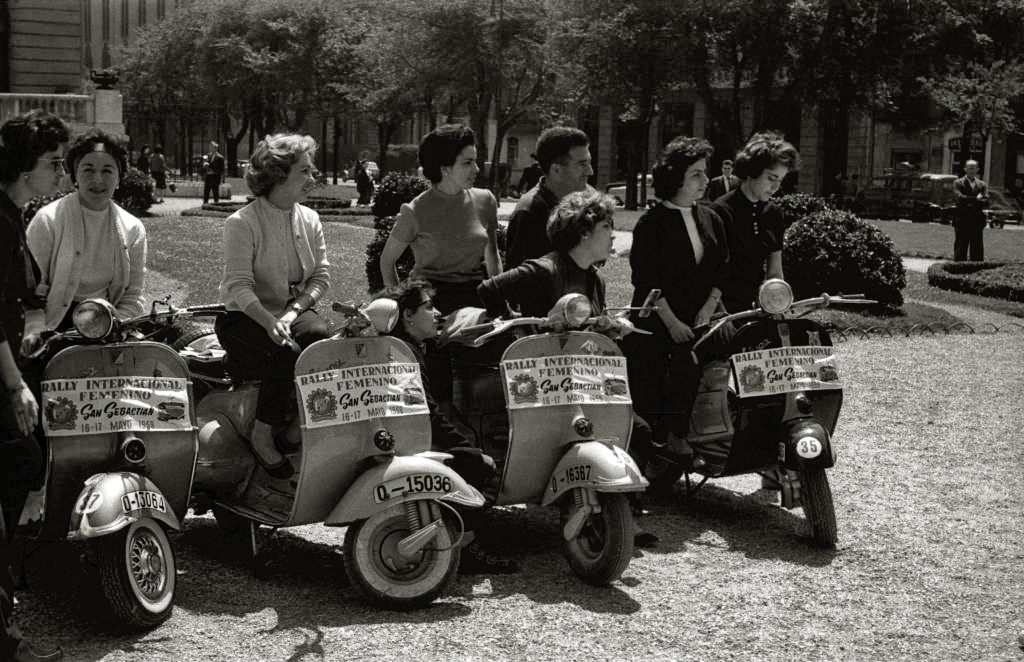
Los rallies no estaban destinados solo a automóviles, las motocicletas también eran habituales. Por otro lado, las mujeres también tomaban parte.

La actividad automovilística en los primeros años cincuenta se centraba principalmente en Madrid y Barcelona, donde se encontraban las sedes del RACE y el RACC, y en menor medida el RAC Vasco Navarro, Galicia y Canarias. El RACE que detentó la autoridad deportiva nacional hasta 1968 era el club más importante del país, y organizó muchas pruebas a lo largo de la península, conocidas coloquialmente como «rallyes del RACE» que atrajo además a pilotos y marcas extranjeras caso de la italiana Lancia. El RACE Mantuvo buenas relaciones con el RACC y con entidades de fuera de España como la FIA, la FISA o el Automóvil Club de Portugal, con la que colaboró organizando el Rally Ibérico en 1956.
Las carreras más típicas por entonces eran las celebradas en circuitos urbanos y las carreras en cuesta porque eran más económicas y fáciles de organizar. Los rallyes de esa época se hacían a imagen del Montecarlo, con varios puntos de salida y uno de llegada. Dentro de estos se realizaban tramos de velocidad y de regularidad, que eran los más determinantes, así como pruebas de frenada, aceleración, gymkhanas e incluso en algunas se premiaban cuestiones menos deportivas como el número de personas a bordo, el año de fabricación, la elegancia, habilidad, etc. Además el reglamento contaba con coeficientes correctores que permitían a los vehículos pequeños aventajar a aquellos con cilindradas mayores, como los Ferrari, Jaguar o Porsche. En los rallies en esa época competían tanto automóviles como motocicletas y los participantes eran prácticamente amateurs, simples aficionados del motor de los cuales la mayoría pertenecían a las clases sociales más altas, las únicas que podían permitirse adquirir un automóvil en la época. Los rallyes solían congregar a participantes locales, y el mal estado de las carreteras no ayudaba, sin embargo en una época de limitaciones económicas los premios eran muy altos. Por ejemplo, el ganador del Rally RACE de 1953 era galardonado con 20.000 pesetas, una cifra muy alta para la época. La seguridad era en cambio, casi nula, y los circuitos a menudo con gran afluencia de público, suponía un problema cuando se producía un accidente, en ocasiones mortal. En 1957 se creó un sistema de permisos de importación temporal conocidos como «B3» para favorecer las participaciones deportivas. Estos pases eran regulados por la federación española, permitían a los pilotos participar con modelos extranjeros y tenían una vigencia de 90 días. Entre otras condiciones obligaban al poseedor del pase a retirar del país el automóvil en cuestión al día siguiente de la carrera.
A principios de los 50 el INI permitió a la fábrica ENASA desarrollar el Pegaso, un automóvil de grandes prestaciones que se utilizó para competir en pruebas nacionales e internacionales, tanto de circuito como en rallyes logrando buenos resultados. SEAT que nació en 1950, decidió en el año 1956 ceder varios SEAT 1400A a pilotos conocidos para participar de manera esporádica en pruebas de circuito. Aunque este fue un primer paso, no sería hasta los años 70 cuando de manera oficial la fábrica española se involucró en el mundo de los rallies. Renault establecida en Valladolid, había comenzado a competir en 1953 a través de algunos concesionarios con sus Renault 4/4 y luego con el Dauphine.
Por su cercanía el Montecarlo atraía muchos pilotos españoles, principalmente catalanes, como en la edición de 1949 donde se inscribieron hasta diecinueve equipos, destacando el noveno puesto de Miguel Soler, Manuel Giró y José María Iglesias a bordo de un Ford V8. Otra prueba extranjera pero con parte de su recorrido en España fue el Rally Internacional de Lisboa. Los primeros rallies de aquellos años organizados en España fueron el Rally Costa Brava, el Rally del RACE o el Rally Firestone-Bilbao nacidos en 1953. Cataluña concentró muchas pruebas y además del Costa Brava, se recuperó en 1954 la Volta a Cataluña, que más tarde sería conocida como Rally Cataluña; u otras como el Rally Aix Provence-Barcelona, Rally de los Pirineos (1954), Rally de Andorra (1956), Rally Valle de Arán (1956), Rally 2000 Virajes (1959), Rally Primavera (1959) o el Rally de las Dos Cataluñas. En el resto de España aparecieron pruebas como el Rally de Gran Canaria (1954), el Rally de las Piraguas (1957) en Asturias, o en Madrid, en la conocida como Prueba Inauguración del RACE, el Rally Pinares del Duero en Soria o el Rally de Alicante en la Comunidad Valenciana. También se disputaron pruebas de regularidad como el Rally Mil Kilómetros o la Prueba de Regularidad de Vich y otras donde tomaban parte coches de época, como la Rally Barcelona-Sitges (1959) uno de los primeros eventos automovilísticos destinados a vehículos clásicos. Entre las pruebas exclusivamente de motos destacaron: Rally Caldetas (1953), Rally Nacional Vespa Club, Rally Camping Vespa, Rally Vuelta a Mallorca (1958), Rally Eurovespa o Rally de Invierno.
En 1956 la Real Federación Española de Automovilismo creó las bases del que inicialmente llamó «Campeonato de España de conductores de rallyes». En esa primera edición, se limitó a conductores españoles con licencia de conductor que hubiese sido expedida por el Real Automóvil Club de España. El calendario estaba compuesto por seis pruebas: 2º Trofeo de Montaña, 5º Rally RACE, Vuelta a Cataluña, Rally de los Pirineos, 2.º Rally Ibérico y Circuito desconocido. El certamen tendría carácter anual y para proclamarse campeón de España era obligatorio participar en el Rally RACE y en el Rally Ibérico. En sus primeros años el campeonato se compuso de pruebas tanto de rally como pruebas en circuito y de montaña. El ganador en 1956 fue Javier Sanglas con un Alfa Romeo Julieta Veloce con el que venció en pruebas como el Rally Ibérico. En 1957 el calendario estaba formado por las pruebas 2.º Trofeo de Montaña, 5.º Rally RACE, Vuelta a Cataluña, Rally Pirineos, 2.º Rally Ibérico y Circuito desconocido y el vencedor fue Fernando Roqué.

### Años 1960

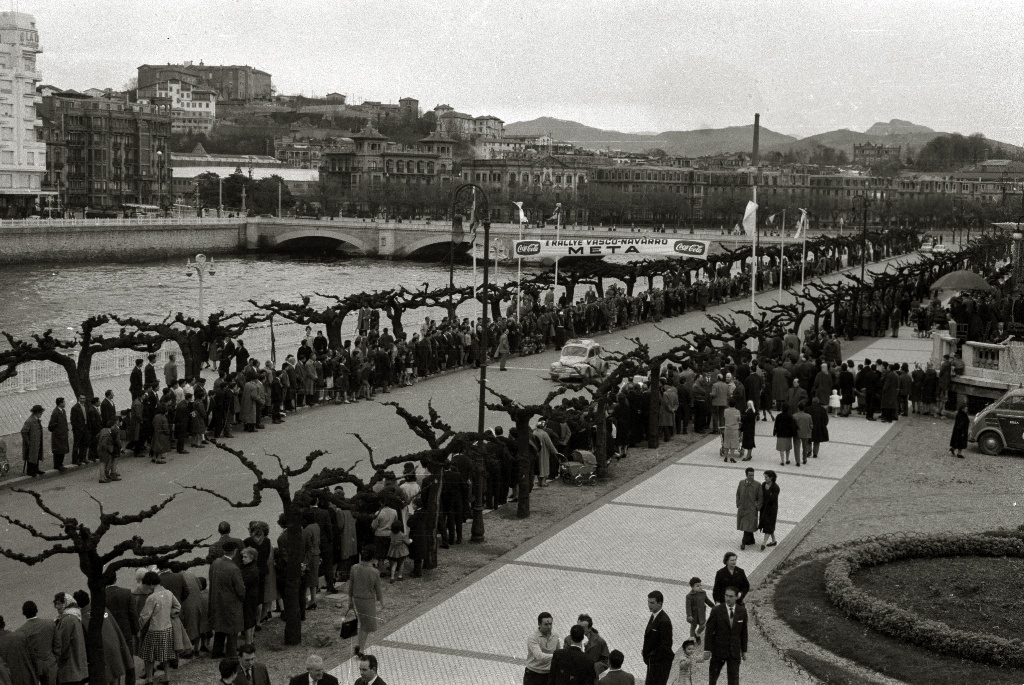
Panorámica de la ciudad de San Sebastián en 1962 durante la celebración del 2.º Rally Vasco Navarro.

El RACE continuó promoviendo el automovilismo en España durante la década de los años 60. En 1964 impulsó la creación del Circuito del Jarama que se inauguró en 1967. Aunque destinado a las carreras de circuito, el Jarama acabaría albergando tramos de rally años después, como sucedió en varias ediciones del Rally Comunidad de Madrid. En 1966 el RACE se separa de la Federación Española por la ley del porte de ese año convirtiéndose así en dos entidades distintas. De esta manera el RACE fue delegando parte de su actividad deportiva que terminaría casi de manera definitiva en 1980 al ceder también a la federación su representación en la FISA y la FIA. En 1969 la federación creó el Colegio Oficial de Cronometradores de Automovilismo que dio el primer paso para la profesionalización de los cronometradores y comisarios dejando atrás la época donde la toma de tiempos se hacía de manera manual, que provocaba numerosos errores y reclamaciones.
En 1965 Renault creó un departamento deportivo con sede en Madrid cuyo primer piloto fue el francés afincado en España Bernard Tramont que empezó a competir un año después con un Alpine 1300. Tramont ganaría dos campeonatos de España y años más tarde acabaría siendo director deportivo de la marca. Otros pilotos destacados fueron Alberto Ruíz-Giménez y Lucas Sainz. Otra marca, aunque de manera más tímida, que proporcionó modelos para competir fue Goggomobil, que inició su proyecto en 1962 y finalizó en 1966 tras la adquisición de esta por BMW. El modelo de mayor éxito fue el 400S que cosechó éxitos incluso en circuitos. En marzo de 1968 en Cataluña, lugar que contaba con mucha afición a las carreras tanto de coches como de motos, el RACC creó la Escudería Montjuic una de las más activas de la época. Con José María Juncadella y Paco Godia al frente, la escudería participó en competiciones nacionales y internacionales y algunos sus pilotos fueron: Jorge Bläber, Niki Bosch, Juan Fernández y José Mª Fernández, Javier Juncadella, Félix Serra, César Perejoán, Paco Torredemer, Javier de Vilar o Jorge Viñas.
Algunas de las pruebas más destacadas que nacieron en esta década fueron: Rally Vasco Navarro (1960), Rally Rías Baixas (1963), Rally Costa del Sol y Rally Príncipe de Asturias (1964), Rally Isla de Tenerife (1965), Rally Firestone, Rally de Ourense y Rally de Torrelavega (1967), 500 Km Nocturnos de Alicante, Rally de Osona y Rally Shalymar (1969). En el caso del Rally Firestone, años después renombrado como Rally CS, fue una de las pruebas más importantes de la época y llegó a ser puntuable para el Campeonato de España y el Campeonato de Europa de Rally, y donde participaron pilotos extranjeros como Jean-Pierre Nicolas, Walter Röhrl, Sandro Munari, Timo Mäkinen o Ari Vatanen. En el norte del país destacaron otras pruebas como el Rally Sachs, el Rally Bosch o el Rally de los Relojes. En el centro de la península la mayoría de las pruebas se integraban en el Campeonato Centro de Rally (también conocido como Campeonato de Castilla) organizado por la Federación Centro y que cubría un total de diecisiete provincias. Pruebas como el Rally RACE, Rally Firestone, Critérium Luis de Baviera o posteriormente el Rally Shalymar, eran algunas de las pruebas más célebres de dicho certamen. Estos rallies aún mantenían el formato clásico que mezclaba pruebas de regularidad y velocidad y además otorgaba un coeficiente a cada coche en función del grupo y la cilindrada lo que desvirtuaba el resultado ya que no siempre el participante más rápido resultaba vencedor. En Asturias y a principios de esta década, el Real Automóvil Club de Asturias comenzó a organizar el campeonato Asturiano, que poco después llevaría a cabo la Federación Asturiana de Automovilismo, al igual que el resto de disciplinas automovilísticas. Las pruebas que se organizaban por entonces eran similares al resto de la península, en caminos de asfalto en estado precario y donde destacaron, entre otros, los tramos que se realizaban en las cuestas de los lagos de Covadonga.
También se celebraron pruebas de carácter internacional como el Rally Bruselas-París-Madrid, con salida en la capital belga y la meta en la española y pruebas destinadas a vehículos históricos como la Madrid-Benidorm de 1962.
En el campeonato de España Víctor Sagi se adjudicó el título en 1960 y Juan Fernández en 1961, que repetiría título en el 66 en la categoría de GT. En 1962 venció Mariano Lorente, a continuación Jaime Juncosa que se coronó campeón en 1963 y en 1967 en la categoría de turismos y su hijo, Jaime Juncosa Jr. lo haría en dos ocasiones consecutivas: 1964 y 1965. El francés Bernard Tramont vencería en la categoría de GT en 1967 y 1968 que más tarde acabaría siendo director deportivo en Renault. Alberto Ruiz-Giménez (1968) y José María Palomo (1969) completaron la lista de campeones de la década de los años 60.

### Años 1970

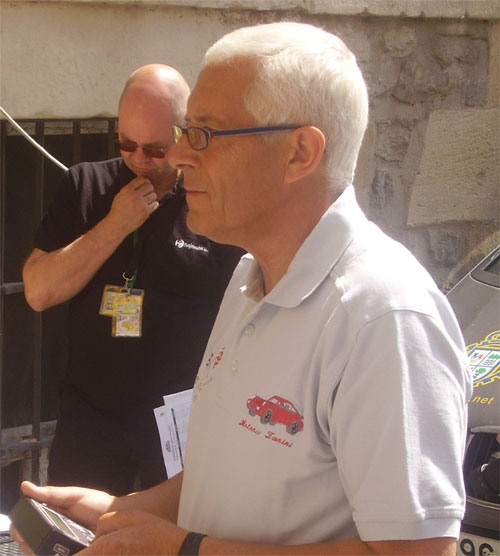
Antonio Zanini fue el gran dominador de los años 70 en España. Se adjudicó cinco títulos nacionales y posteriormente lograría tres más en los 80, además de lograr el Campeonato de Europa en 1980 y el nacional de tierra en 1984.

En 1969 se puso en marcha la Escudería Repsol, equipo que tomaría cuerpo de manera definitiva al año siguiente como el primer equipo profesional de España. Participó en pruebas de rally y otras disciplinas con pilotos de renombre como Alberto Ruiz-Giménez, Eladio Doncel, José Manuel Lencina o Ricardo Muñoz con modelos de la marca Lancia, Alfa Romeo y Porsche. Entre otros éxitos, la escudería ganó con Ruiz-Giménez el título nacional de rallies en la temporada 1970. SEAT que ya cedía desde hacía años coches para pilotos privados para competir en rallies, especialmente en la zona de Cataluña, dio el salto y decidió montar un equipo propio en 1971. Los primeros pilotos que compitieron de manera oficial con la marca española fueron Salvador Cañellas que lograría el título en 1972, Jorge Bäbler que lo haría en 1973 y Antonio Zanini con cinco títulos entre 1974 y 1978. SEAT dominó la década de los años 70 adjudicándose el campeonato de marcas de 1973 a 1978.
En la década los 70 se creó la Federación Andaluza de Automovilismo que nació cuando se pasó la actividad del Real Automóvil Club de Andalucía a esta nueva entidad. En aquellos años organizó pruebas como el Rally Torre del Oro, que llegó a alcanzar la categoría el "internacional" visitando localidades como la ciudad de Lisboa, el Rally del Sherry con presencia de pilotos extranjeros, el Rally del RACE o el Rally Costa del Sol, estas últimas habituales del campeonato de España. Desde entonces esta federación también se ha centrado en la celebración del Campeonato de Andalucía de Rally. En Canarias las competiciones de motor estaban paralizadas debido a un accidente mortal ocurrido a finales de los sesenta en una carrera de resistencia disputada en un circuito, por lo que las carreras no se recuperaron hasta 1972. Justo al año siguiente se celebró la primera edición del Rally Islas Canarias que llegó a ser puntuable para el Campeonato de España y que llegó a compartir una edición con el Rally Maspalomas, otra prueba canaria que también sería puntuable para el campeonato nacional y el campeonato de Europa. En Galicia se ponía en marcha el Campeonato de Galicia de Rally en el año 1979 organizada por la Federación Gallega de Automovilismo que también organizaría en los 80 un certamen sobre tierra.

### Años 1980-1990
En los años 80' muchas pruebas en España fueron válidas para el Campeonato de Europa, como el Rally Cataluña, Rally Costa Brava, Rally de Maspalomas, Rally CS, Rally RACE, Rally de Ourense, etc. En Cataluña surgió un grupo llamado «La frizzione alegre» formado mayoritariamente por entusiastas aficionados entre los que se encontraban también algún piloto o copiloto.
En 1986 nació la Federación Vasca de Automovilismo con sede en Vitoria, aunque seis años después se trasladó a Bilbao. Al igual que el resto de federaciones autonómicas se encarga de organizar el Campeonato Vasco de Rally, así como las demás disciplinas automovilísticas.
Pruebas disputadas en la Comunidad de Madrid: Rally Valeo, Critérium Luis de Baviera, Rally Shalymar. Pruebas regionales de Madrid: Rallye de Miraflores, el Rallye de San Isidro, el Rallye de Alta Montaña, el Premio de Navidad, Rallye de San Martín-Cadalso o el Rallye de Fuenlabrada.

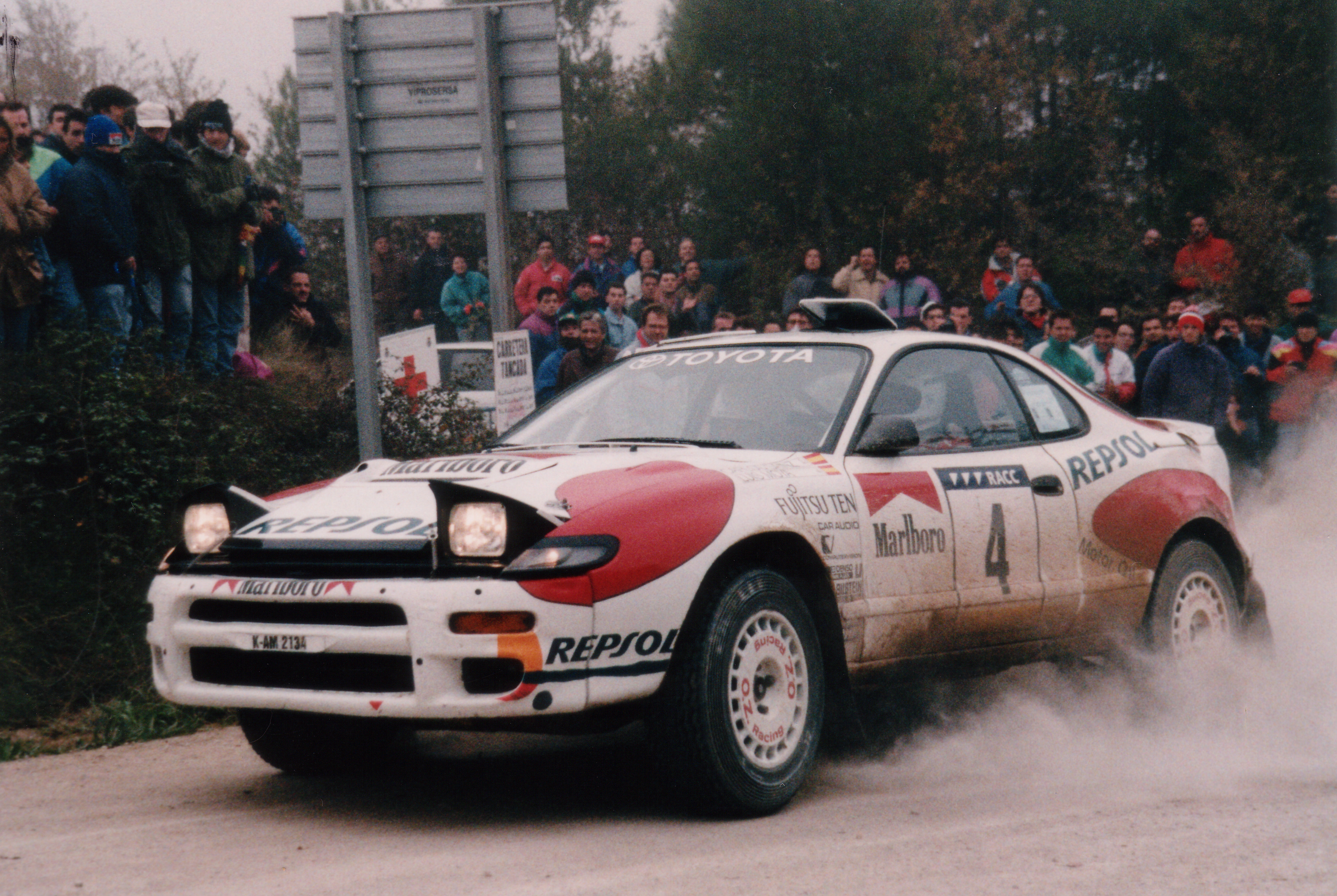
El madrileño Carlos Sainz, primer piloto español en ganar el Campeonato del Mundo de Rally, durante el Rally Cataluña de 1992, única prueba que ha sido puntuable para el certamen mundial.

Durante años las pruebas que se organizaban en la Comunidad de Madrid y otras comunidades como Castilla-La Mancha o Cantabria, eran regidas por la Federación Centro. Cuando esta entidad desapareció en la comunidad madrileña se produjo un vacío hasta la creación de la Federación Madrileña de Automovilismo que fue en 1992. A partir de ahí se empezó a asentar las bases del automovilismo y entre otras labores se recuperaron pruebas como el Rally Villa de Madrid que llegó a ser puntuable para el campeonato de España en 1997.

### Años 2000-2010
Tras los triunfos de Luis Monzón en 2000 y Jesús Puras en 2001, año en el que lograría su única victoria en el mundial (Rally de Córcega de 2001) con sendos World Rally Car, los vehículos de la categoría Super 1600 dominarían el campeonato de asfalto.
En 2006 nació el Intercontinental Rally Challenge (IRC) un certamen internacional organizado la Federación Internacional del Automóvil y promovido por el canal de televisión Eurosport. Permaneció hasta el año 2012 y muchas pruebas que formaban parte del campeonato de Europa se incluyeron también en este. En España el Rally Islas Canarias - El Corte Inglés y Rally Príncipe de Asturias estuvieron formaron parte del campeonato en varias ocasiones. Los resultados de los pilotos nacionales fueron discretos, salvo el caso de Enrique García Ojeda que se proclamó campeón en 2007 a bordo de un Peugeot 207 S2000, sin lograr ninguna victoria y de Dani Sordo que hizo una breve aparición venciendo en el Rally de Córcega de 2012.
En el año 2007 se organizó un trofeo para vehículos históricos en el campeonato de asfalto y una copa llamada Trofeo de España de Rallyes de regularidad. Al año siguiente se transformó en el Campeonato de España de Rally Históricos exclusivamente para aquellos vehículos que han alcanzado la categoría de históricos totalmente independiente. Organizado por la RFEDA se celebra tanto en la modalidad de velocidad como de regularidad y transcurre en diferentes localidades de la península en pruebas nacidas para tal efecto o como el caso del Rally Costa Brava, reconvertida en un rally histórico.
En 2016 Manuel Aviñó sustituyó a Carlos Gracia al frente de la federación española e introdujo cambios importantes. Creó el Súper Campeonato de España de Rally, certamen mixto que combina pruebas de asfalto y tierra y el Rallye Team Spain equipo que participa desde 2018 en diferente campeonatos internacionales y con jóvenes pilotos como Efrén Llarena, Pepe López, Josep Bassas, José Antonio Suárez o los hermanos Nil y Jan Solans.
En 2015 se produjo uno de los peores accidentes en la historia de los rallyes en España. Siete espectadores perdieron la vida tras salirse de la carretera un participante durante el Rally de La Coruña de 2015.

## Campeonatos
Los principales campeonatos de rally en España a nivel nacional son: el Súper Campeonato (S-CER), el Campeonato de Asfalto (CERA), el Campeonato de Tierra (CERT), el Campeonato de Históricos (CEVH) y el Campeonato Todoterreno. Sin el estatus de campeonato pero con carácter nacional se encuentran la Copa de España de Rally (1984-1992) y desde 2021 la Copa de España de Asfalto y la Copa de España de Rallyes de Tierra.
En el pasado se celebraron varios campeonatos regionales antes de la llegada de la democracia que propició la creación de federaciones autonómicas y por consiguiente los campeonatos autonómicos. El más destacado fue el Campeonato de Castilla de Rally (también conocido como Campeonato Centro de Rally) organizado por la Federación Centro y que abarcaba gran parte del centro de la península. Por otro lado se organizó el Campeonato de Levante y el Campeonato Vasco-Navarro-Aragonesa-Riojana que incluía varias provincias.

### Campeonato de España de Rally
El campeonato de rally sobre asfalto es el más antiguo de España y se disputó exclusivamente sobre asfalto desde 1993. El calendario se componía de varias pruebas que se disputaban en carreteras cerradas al tránsito en distintos puntos de la geografía española. Desde el primer año se disputó el campeonato de pilotos y luego se añadieron el de copilotos en 1972, el de marcas en 1973 y posteriormente diversas copas y trofeos que premiaban a escuderías, pilotos y copilotos femeninos, pilotos júnior y las distintas categorías de automóviles: grupo N, grupo R, tracción delantera o dos ruedas motrices o el campeonato GT. A su vez los fabricantes también organizaron copas monomarcas como fueron el Desafío Peugeot, el Trofeo Citroën, la Copa Fiat Punto, la Mitsubishi Evo Cup o la Copa Renault. En los años 1980 también se organizó el Campeonato Internacional de Rally con el propósito de motivar a los pilotos a competir fuera de España. Los pilotos más exitosos fueron Antonio Zanini y Jesús Puras con ocho títulos cada uno y las marcas con más campeonatos son Peugeot, Mitsubishi, SEAT y Renault. Se disputó hasta 2020 y al año siguiente se creó la Copa de España de Rallyes de Asfalto.

### Campeonato de España de Rally de Tierra

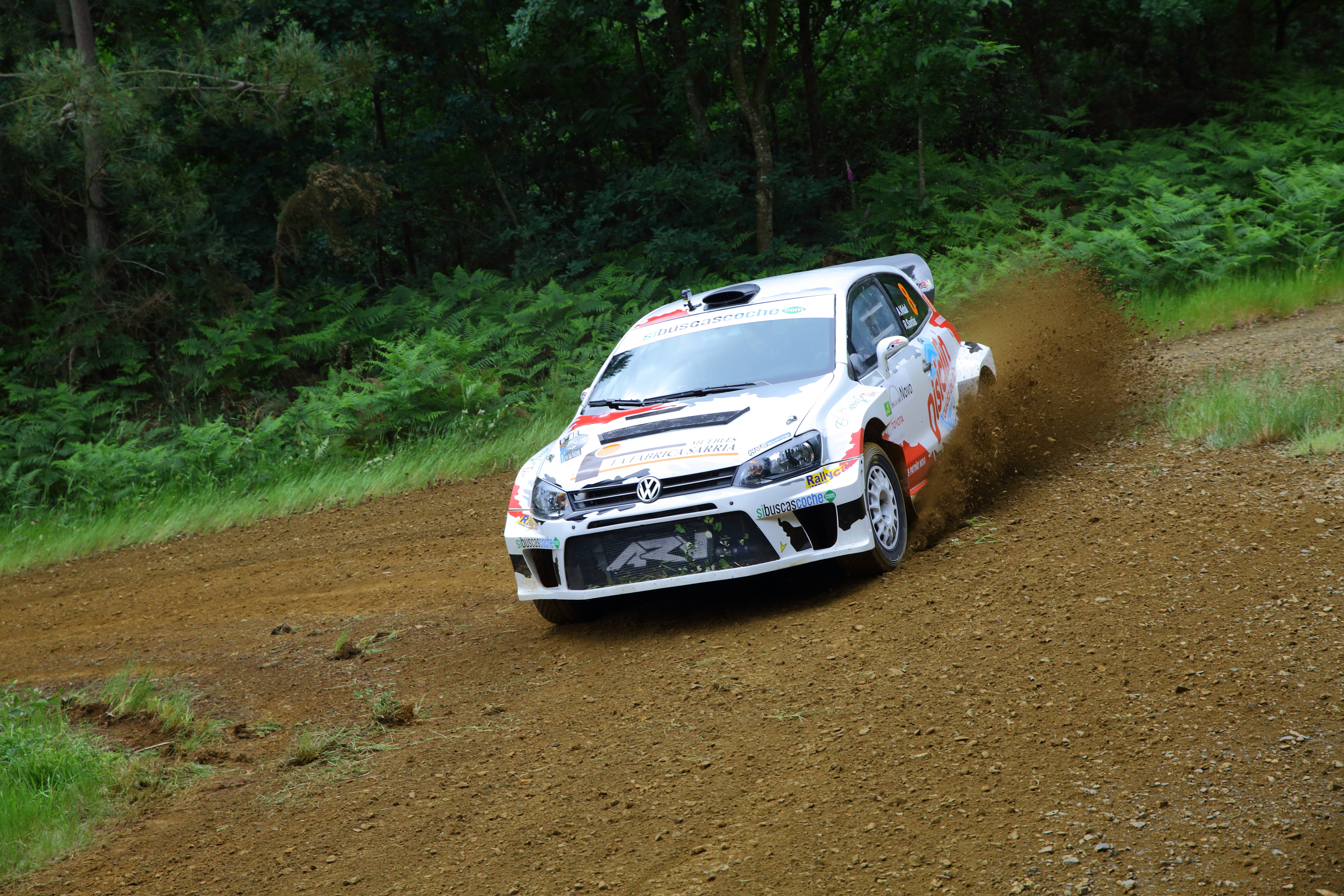
Aunque son menos habituales, los rallies de tierra también tienen presencia en España.

Nació en 1983 y en contraposición al certamen de asfalto se disputaba únicamente sobre tierra. De manera idéntica se disputaba en diferentes localidades del país y también se celebraban el campeonato de pilotos, de marcas y diferentes copas y trofeos de promoción. Tenía un reglamento más abierto se disputó hasta  2020. Al año siguiente se sustituyó por la Copa de España de Rallyes de Tierra. Los pilotos más exitosos fueron Xavi Pons que logró cinco títulos; Gustavo Trelles y Pedro Diego con cuatro cada uno. Mitsubishi el claro dominador con dieciséis títulos de marcas, frente a las cinco de Citroën y Ford.

### Campeonato de España de Rally Históricos
El campeonato de históricos nació en 2007 y en ella participan únicamente vehículos clasificados como históricos tanto en la modalidad de velocidad como de regularidad. Aunque antes de esa fecha ya se disputó una copa dentro del campeonato de asfalto, desde entonces se organiza de manera independiente y con pruebas valederas exclusivamente para este certamen. Algunas de ellas como el Rally Costa Brava o el Rally de Avilés fueron primero puntuables para el de asfalto y luego se transformaron, mientras que otras como el Rally de Galicia Histórico nacieron como formato histórico.

### Campeonato de España de Todoterreno
El campeonato de todoterreno se asemeja al de tierra y en ocasiones incluso comparten fechas.

### Súper Campeonato de España de Rally
El Súper Campeonato de España de Rally o S-CER nació en 2019 con la idea de crear un certamen mixto que combinase pruebas de asfalto y tierra, escogidos de los dos principales certámenes, el CERA y el CERT.

### Campeonato Femenino de rally
El Campeonato de España Femenino de Rally se disputó de 1971 a 1978 exclusivamente para mujeres. Se celebraba de manera paralela al Campeonato de España de Rally pero tenía calendario propio salvo en las tres últimas ediciones. Dejó de hacerse en los años 1980 pero en 1982 y 1983 se disputó el Campeonato Nacional Femenino de Rally-Citroën Visa, organizado por el concesionario Citroën de Vigo. Era también independiente con calendario y pruebas propias. En ambos destacaron mujeres como Nuria Viñas, María José Ruedas, Nuria Llopis, entre otras. 

### Copas de asfalto y tierra
La primera copa de ámbito nacional se disputó de 1984 a 1992. Desde 2021 se organizan dos, una exclusivamente sobre asfalto y otra sobre tierra.

### Campeonatos autonómicos o regionales
Además de los campeonatos nacionales también se disputan campeonatos regionales por todo el país:
| - Campeonato de Galicia de Rally - Campeonato de Asturias de Rally - Campeonato de Cantabria de Rally - Campeonato de Cataluña de Rally - Campeonato de Canarias de Rally - Campeonato de Murcia de Rally - Campeonato de País Vasco de Rally - Campeonato de Aragón de Rally - Campeonato de Castilla-La Mancha de Rally | - Campeonato de Castilla y León de Rally - Campeonato de Baleares de Rally - Campeonato de Madrid de Rally - Campeonato de Andalucía de Rally - Campeonato de Valencia de Rally - Campeonato de Castilla y León de Rally - Campeonato de Extremadura de Rally |

## Pilotos

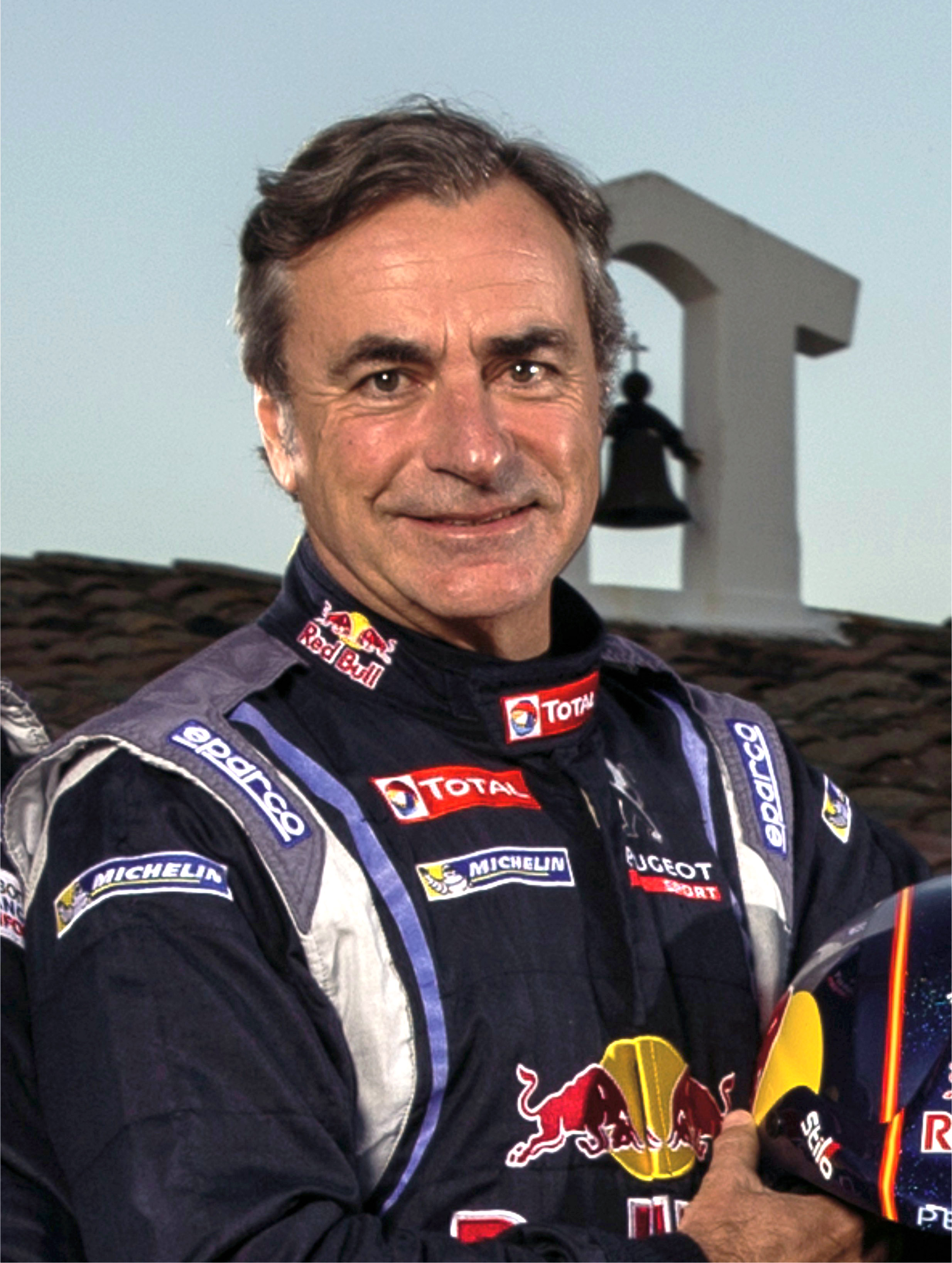
Carlos Sainz es el piloto español con mayores éxitos.

Entre los pilotos españoles con mayores éxitos destacamos a Carlos Sainz, bicampeón del mundo y Antonio Zanini y Jesús Puras, con ocho títulos nacionales cada uno.
Los pilotos españoles han destacado a nivel internacional, desde la aparición del Campeonato Mundial de Rally en 1973, hasta la actualidad. Aunque ya habían participado con anterioridad pilotos como Estanislao Reverter o Salvador Serviá, Fernando Lezama fue el primer español que consiguió terminar una prueba del campeonato del mundo. Lo hizo en el Rally de Portugal de 1975 con un Ford Escort RS 1600.
Uno de los primeros en obtener éxitos fuera de España fue Antonio Zanini que consiguió una tercera plaza en el Rally de Montecarlo de 1977,  la que sería la mejor posición de un español en el mundial hasta la llegada de Carlos Sainz. Zanini logró además diferentes victorias en pruebas de Europa y el Campeonato de Europa de Rally en 1980. Dentro del territorio español consiguió ganar en ocho ocasiones el Campeonato de España de asfalto y una vez el de tierra, hazaña que solo Jesús Puras logró igualar al conseguir también en ocho ocasiones el título nacional.
Carlos Sainz es el principal impulsor en los años 80 de los rally en España, fue campeón del mundial en 1990 y 1992, y subcampeón en otras cuatro. Es tercero en número total de victorias en el mundial (por detrás de Sébastien Loeb y Marcus Grönholm), el que más podios ha conseguido, el que más puntos (con 1242) y el que más rallyes ha disputado con un total de 196. Actualmente Dani Sordo es el único piloto español en un equipo oficial del mundial, que tras haber competido con Citroën durante seis años, fichó por Mini en 2011 y en 2014 por Hyundai.
Otros pilotos que han competido con éxito fuera de España fueron: Jesús Puras, ganador del Campeonato Mundial de Grupo N en 1994 y del Rally de Córcega en 2001, Dani Sordo, campeón del Mundial Júnior en 2005 y del Rally de Alemania en 2013, Luis Climent, ganador de la Copa FIA para Equipos en 1999, Dani Solá, campeón del Mundial Júnior en 2002, Enrique García Ojeda, campeón del IRC en 2007, Fernando Rueda, campeón de África en 2003 y Emma Falcón campeona del trofeo Femenino Europeo (ERC Ladies) en 2018.
Entre los años 50 y 70 en España era habitual que los pilotos se inscribieran en las pruebas con pseudónimos en muchos casos para evitar que los reconocieran. Entre otros destacan: Lucas Sainz conocido como «Gregorio» o «El Púa»; Julio Gargallo «Roter Fogel»; Ricardo Muñoz «Rizos»; Juan Carlos Oroño como copiloto se inscribía como «Chang-Lyn»; Antonio Grifoll «Clery»; Ernesto Millet «Foca»; Jaime Juncosa Jr. «Runner»; Jaime Sornosa «Correcaminos»; Antonio Freire «Ventura»; Juan-Bautista Martínez «Crady»; Alberto Chóliz «Tico»; Federico González «Freddy»; Jose Luis Echave «Irrintxi»; «Percebe»; «Petardo» o «Lobo» utilizado este último por diferentes pilotos.

### Pilotos destacados
- Carlos Sainz
- Jesús Puras
- Dani Sordo
- Antonio Zanini
- Salvador Servià
- Salvador Cañellas
- Luis Climent
- Luis Monzón
- Dani Solá
- Enrique García Ojeda
- Alberto Ruíz-Giménez
- Lucas Sainz
- Miguel Ángel Fuster
- Estanislao Reverter
- Manuel Muniente
- José María Ponce
- Jaime Azcona
- Josep Maria Bardolet
- Ricardo Muñoz «Rizos»
- Fernando Capdevila
- Manuel Juncosa
- Eladio Doncel
- Nani Roma
- Jorge de Bagration
- Pep Bassas
- Oriol Gómez
- Alberto Hevia
- Beny Fernández
- Eugenio Ortiz
- Sergio Vallejo
- Javier Azcona
- Miguel Martínez-Conde
- Germán Castrillón
- Manuel Senra
- Santiago Concepción
- Xavi Pons
- Jorge Bäbler
- Juan Carlos Oñoro
- Txus Jaio
- Pedro Diego
- Marc Blázquez
- Flavio Alonso
- Yeray Lemes
- Amador Vidal
- Marc Coma
- Jordi Arcarons
- Daniel Alonso
- Claudio Aldecoa
- Guillermo Barreras
- José María Palomo
- Antonio Albacete
- Juan Fernández
- Javier Sanglas
- Víctor Sagi
- Luciano Eliakin
- Jaime Miláns del Bosch
- Iván Ares
- Cristian García Martínez
- Pepe López
- Efrén Llarena
- José Antonio Suárez
- Jan Solans
- Nil Solans
- Cristina Gutiérrez

### Pilotos extranjeros
Los pilotos extranjeros también han tenido un papel importante tanto por su constante presencia como por la obtención de títulos. El campeonato de nacional de tierra es el certamen que mayor presencia de pilotos extranjeros ha tenido. Por el mismo han pasado con éxito: los uruguayos Gustavo Trelles campeón en cuatro ocasiones (1988, 1989, 1990, 1992) y Gabriel Méndez campeón en 1995; el mexicano Benito Guerra campeón en 2010; Ricardo Triviño una victoria en 2003 y varios podios; el australiano Andrew Pinker una victoria en 2004 y dos en 2005; el chileno Eduardo Valdés, el francés Brice Tirabassi con dos victorias en 2009; el peruano Ramón Ferreyros una victoria y tres podios en 2012; el argentino Luciano Bonomi un podio en 2015 y los andorranos Ferran Font, Joan Vinyes (varios victorias y un subcampeonato en 2007)  y Albert Llovera, los dos últimos con larga trayectoria también en el certamen de asfalto. Los franceses Marc Etchebers con veintiséis victorias y Bernard Tramont campeón de España en 1967 y 1968 fueron pilotos asiduos del certamen de asfalto donde también otros pilotos, especialmente italianos y franceses, participaron en gran medida para asistir a aquellas pruebas puntuables para certámenes internacionales como el Campeonato de Europa. Un total de cuarenta y dos pilotos lograron alguna victoria, destacando a Miki Biasion y Fabrizio Tabaton con cinco triunfos, Jan Kopecky con cuatro y Sandro Munari, Jean-Pierre Nicolas y Dario Cerrato con tres. También obtuvieron una victoria los pilotos mundialistas Walter Röhrl con un triunfo en el Rally Firestone de 1974 y la francesa Michèle Mouton con una victoria en el Rally RACE de 1977. Desde la entrada del Rally Cataluña en el campeonato del mundo en 1991 la prueba ha sido dominada por pilotos foráneos, exceptuando a Carlos Sainz que logró la victoria en 1992 y 1995.

## Copilotos

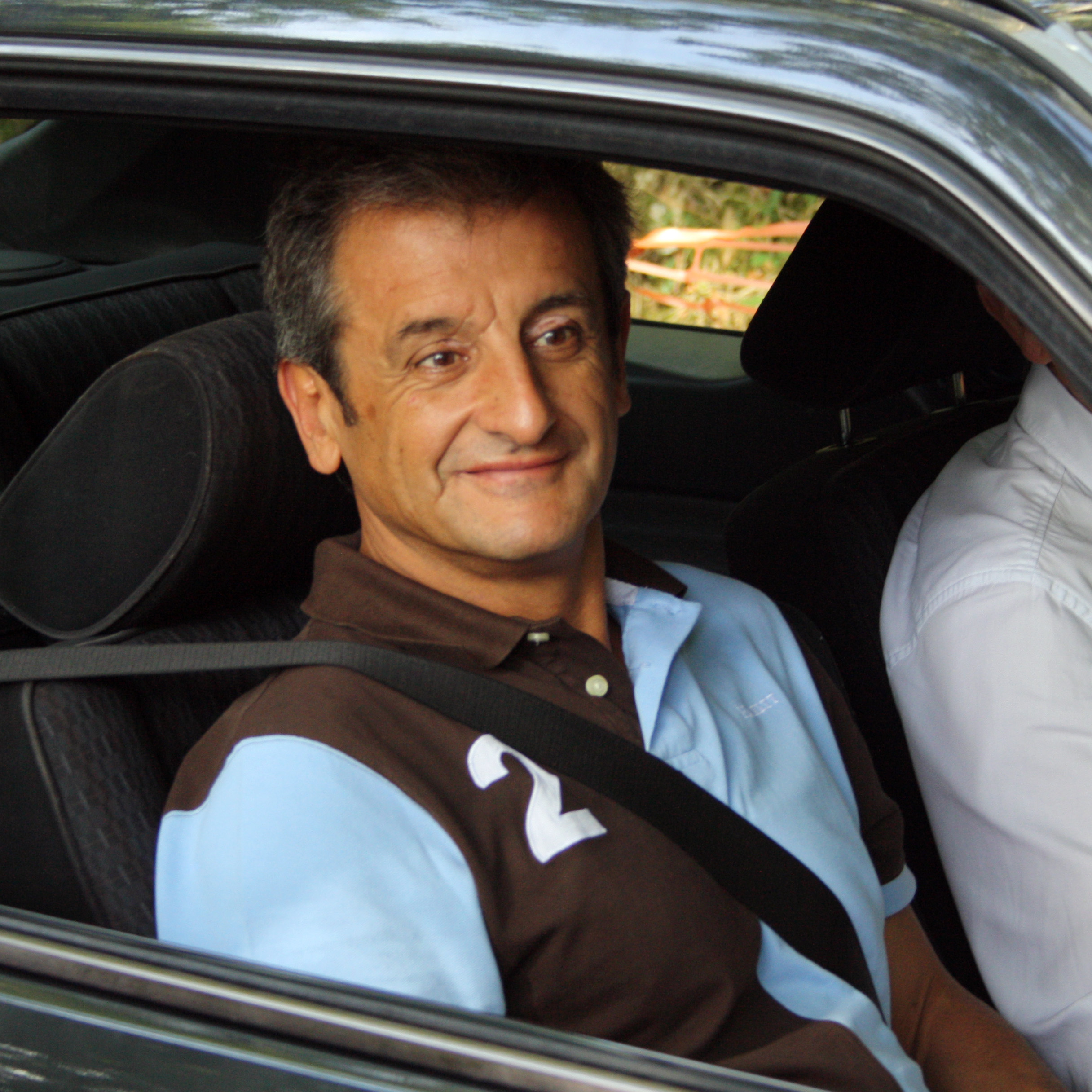
Luis Moya es uno de los copilotos españoles más destacados. Junto a Carlos Sainz logró dos títulos mundiales, veinticuatro victorias y ochenta y tres podios.

Los copilotos españoles más destacados son Luis Moya, Marc Martí y Carlos del Barrio. El primero acompañó a Carlos Sainz durante casi toda su carrera y obtuvo dos títulos mundiales, veinticuatro victorias y ochenta y tres podios con un total de ciento sesenta y una participaciones. Martí obtuvo tres victorias y cuarenta y ocho podios además de ser uno de los copilotos con más participaciones en la historia del campeonato del mundo. Fue además cinco veces campeón de España, logrando treinta y dos victorias y cuarenta y tres podios. Del Barrio también logró tres victorias en el mundial además de trece podios en más de cien participaciones. Otro nombre destacado es el de Diego Vallejo que además de lograr tres podios mundialistas es el copiloto con más participaciones y podios en el campeonato de España.
Algunos copilotos españoles han acompañado a pilotos extranjeros en certámenes nacionales e internacionales. Diego Vallejo ha corrido con el andorrano Albert Llovera, el peruano Ramón Ferreyros y el boliviano Marco Bulacia; Carlos del Barrio también ha acompañado a Bulacia, al paraguayo Fabrizio Zaldívar, al brasileño Daniel Oliveira y esporádicamente al jordano Mazen Tantash, al mexicano Ricardo Triviño y al libanés Nicolas Amiouni.

### Copilotos destacados
- Luis Rodríguez Moya
- Marc Martí
- Carlos del Barrio
- Álex Romaní
- Diego Vallejo
- Lucas Cruz
- Antonio Boto
- José Arrate
- Juanjo Lacalle
- Cándido Carrera
- Álex Haro
- Víctor Sabater
- Jordi Sabater
- Xavi Amigo
- Julius Billmaier
- José Vicente Medina
- Salvador Belzunces
- Alberto Iglesias Pin
- José Antonio Muñoz
- Tomás Aguado
- Dani Cué
- Jordi Mercader
- Marcos Burgo
- José Carlos Déniz
- Juan José Petisco
- Ignacio Aviñó
- José Luis Sala
- Josep Autet
- Nuria Llopis
- Oriol Julià Pascual
- Susi Cabal
- Sara Fernández
- Enrique Velasco
- Borja Odriozola
- Borja Rozada
- Rogelio Peñate
- Diego Sanjuan de Eusebio
- Jordi Barrabés

## Equipos

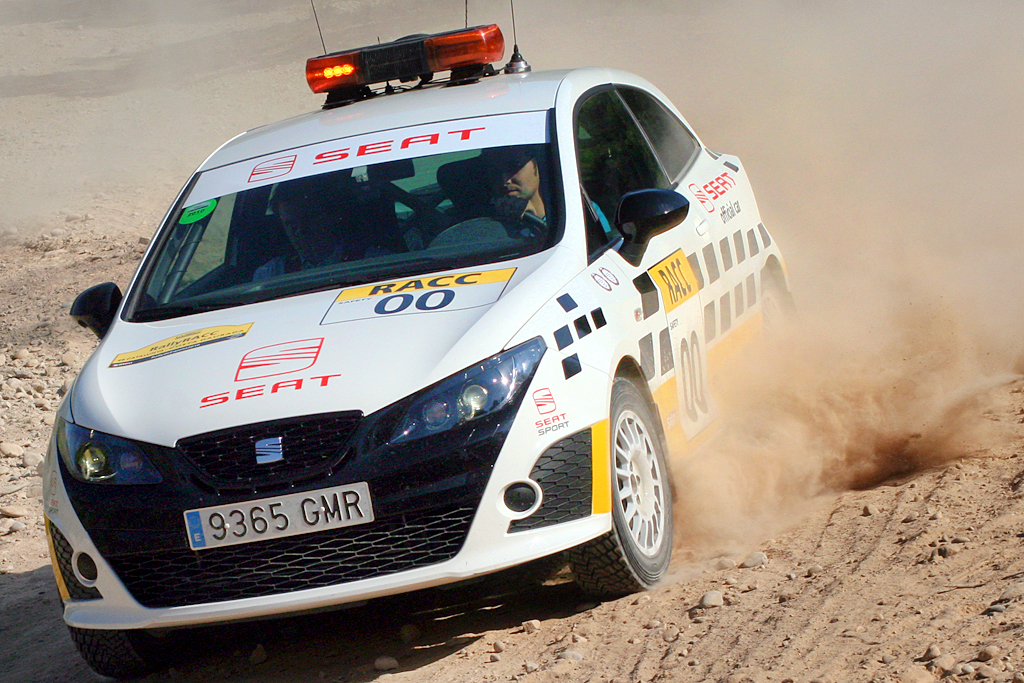
SEAT Ibiza del RACC durante una edición del Rally Cataluña.

En España han competido tanto equipos oficiales como equipos o escuderías privadas, que en el caso de estas últimas no solo compiten sino también llevan a cabo pruebas caso por ejemplo del RACC organizadora del Rally Cataluña.

### Equipos oficiales
Las primeras marcas en competir en suelo español de manera oficial fueron SEAT y Renault. La primera montó un departamento deportivo y contrató a pilotos como Antonio Zanini o Salvador Cañellas que corrieron no solo en España sino también en pruebas foráneas como el Rally de Montecarlo donde lograron el primer podio mundialista para un piloto español. De manera puntual también corrieron para la marca Jorge Bäbler, Beny Fernández, Salvador Servià y Josep Arqué. Posteriormente la marca abandonaría los campeonatos nacionales y se centraría durante unos años en el campeonato del mundo. La segunda lo hizo a través de FASA-Renault ya en los años sesenta contratando a pilotos como el francés Bernard Tramont, Alberto Ruiz-Giménez o Lucas Sainz. En los años ochenta lo hizo con nombres como Genito Ortiz, Carlos Sainz; en los 90 con Oriol Gómez, Luis Climent, Luis Monzón y en los años 2000 Jesús Puras, Alberto Hevia o José Piñón. Otras marcas implicadas fueron Opel; que compitió con Beny Fernández, Josep Arqué, Borja Moratal, Luis Climent, Bardolet o Esteban Vallín y Peugeot que mantuvo su presencia en el nacional de asfalto durante años. La lista de pilotos que corrieron con esta marca es larga: Zanini, Moratal, Oriol, Javier Azcona, Guixeras, Sergio Vallejo, Manuel Muniente, Miguel Fuster, Ignacio Sanfilippo, Luis Monzón, Griñó, Ojeda, Joan Vinyes, Alberto Hevia, etc. La tercera marca francesa con gran presencia en España fue Citroën que logró con Chus Puras varios títulos de marcas y pilotos. Además de Puras también compitieron Climent, Dani Sordo, Dani Solá, Fuster y Pepe López. Mitsubishi fue especialmente exitosa en el nacional de tierra donde logró en dieciséis ocasiones el título de marcas, mientras que en asfalto apoyó puntualmente a Santi Concepción, Dani Sordo, Fernando Rueda, David Colldecarrera y Cristian García Martínez. Otras marcas japonesas presentes fueron Subaru que apoyó a Ojeda en 2009 y Suzuki que compitió en los últimos años del campeonato de España con Joan Vinyes, Gorka Antxustegui y Javier Pardo. De las marcas italianas Fiat fue la más destacada. Tuvo como principal piloto a Sergio Vallejo y eventualmente a Rantur, Entrecanales y Fuster. Otras marcas implicadas en España de manera oficial fueron Ford con Zanini, Sainz y Daniel Alonso; BMW con Josep Bassas e Hyundai con Iván Ares,  Surhayen Pernía y José Antonio Suárez.  
Las pruebas de carácter internacional han propiciado la presencia de los equipos oficiales esencialmente en los rallies puntuables para el campeonato de Europa y el campeonato de Europa. El Rally Cataluña han contado en sus listas de inscritos con las principales marcas: Lancia, Toyota, FIAT, SEAT, Ford, Opel, Peugeot, Renault, Citroën, Mitsubishi, Subaru o Hyundai. España también es un lugar habitual escogido por las marcas oficiales que compiten en el mundial para realizar test de preparación de cara a un evento o para desarrollar sus vehículos.

### Equipos privados

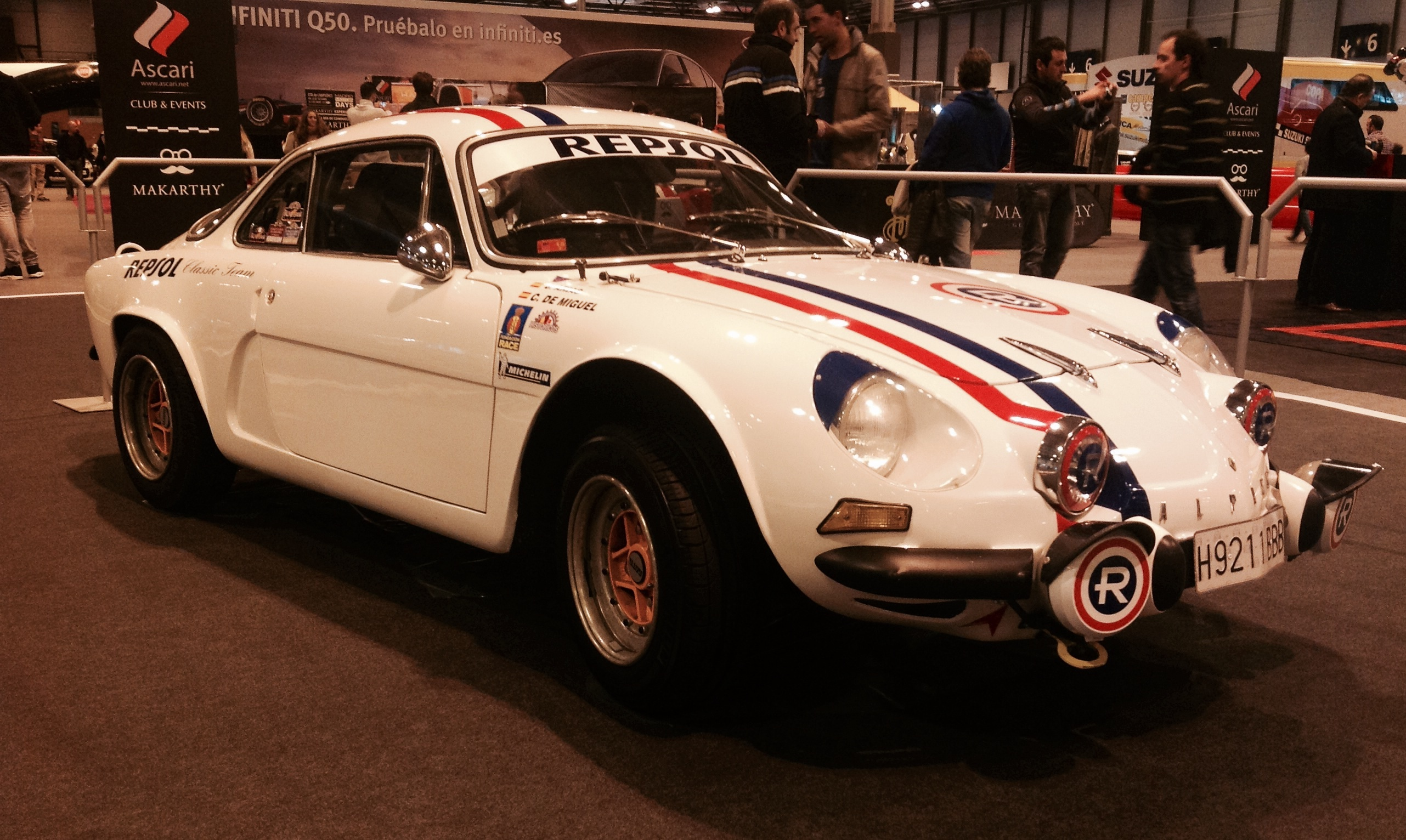
Renault Alpine A110 con los colores de la Escudería Repsol, equipo que triunfó en la década de los años 70.

| - ACSM Rallye Team - AMP Classic Team - A.I.A. - A.C. Principado de Asturias - A.D. Peñucas - A.R. Vidal Racing - Auto Gomas Cantabria - Autogomas Sport - Canarias Sport Club - Escudería Ourense | - Escudería Osona - Escudería Mil Lagos - Escudería A. Ferrol - Escudería Rías Baixas - Escudería Miño-Lugo - Escudería Costa Brava - Escudería Maspalomas - Escudería Repsol - Escudería Montjuich - IMEX Laca Competición | - Marlboro Rally Team - Nupel Global Racing - Piedrafita Sport - RACE - RACC - RMC Motorsport - Rallye Team Spain - Valencia Terra i Mar |

## Entidades, preparadores y patrocinadores
Las entidades más importantes en España son la Federación Española (RFEDA), el RACE y el RACC. Estas dos últimas se encargaron de organizar la mayoría de competiciones hasta que la federación asumió el control y gestión de los campeonatos a nivel nacional. Por su parte el RACC también ha celebrado muchas pruebas: Cataluña, Critérium Montseny-Guilleries, Barcelona-Andorra, Gerona, Cavas, Dos Cataluñas y Playa de Aro; mientras que el RACE llevó a cabo el campeonato de tierra durante los años 80 y 90 y pruebas como el RACE, Firestone, Comunidad de Madrid o el Trofeo RACE.
En Cataluña también destacaron la Peña motorista 10 x hora, que llevó a cabo el Costa Brava, Rally de Invierno o el Rally Social; la escudería Biela Club Manresa con el 2000 Virajes y el Gerona en conjunto con el RACC o el Club 600 que organizaba un rally homónimo y el Cavas en colaboración también con el RACC. En el país Vasco destacó la Real Peña Motorista Vizcaya que organizó el Rally Firestone, el Rally Bosch y el Rally Saibil, este último de categoría femenina.

### Preparadores
Además de los equipos también existen los preparadores que son empresas que se dedican al desarrollo y puesta a punto de motores o de todo el conjunto de un automóvil de carreras. Entre otros destacan:
- Arnau Sport
- AR Vidal Racing
- De la Puente
- De Almenara
- Gabord Competición
- KRS[104]
- Meycom
- Motor Competición
- Piedrafita Sport
- Raycar Sport
- RMC Motorsport
- Tot Curses
- Motor & Sport Institute

### Patrocinadores

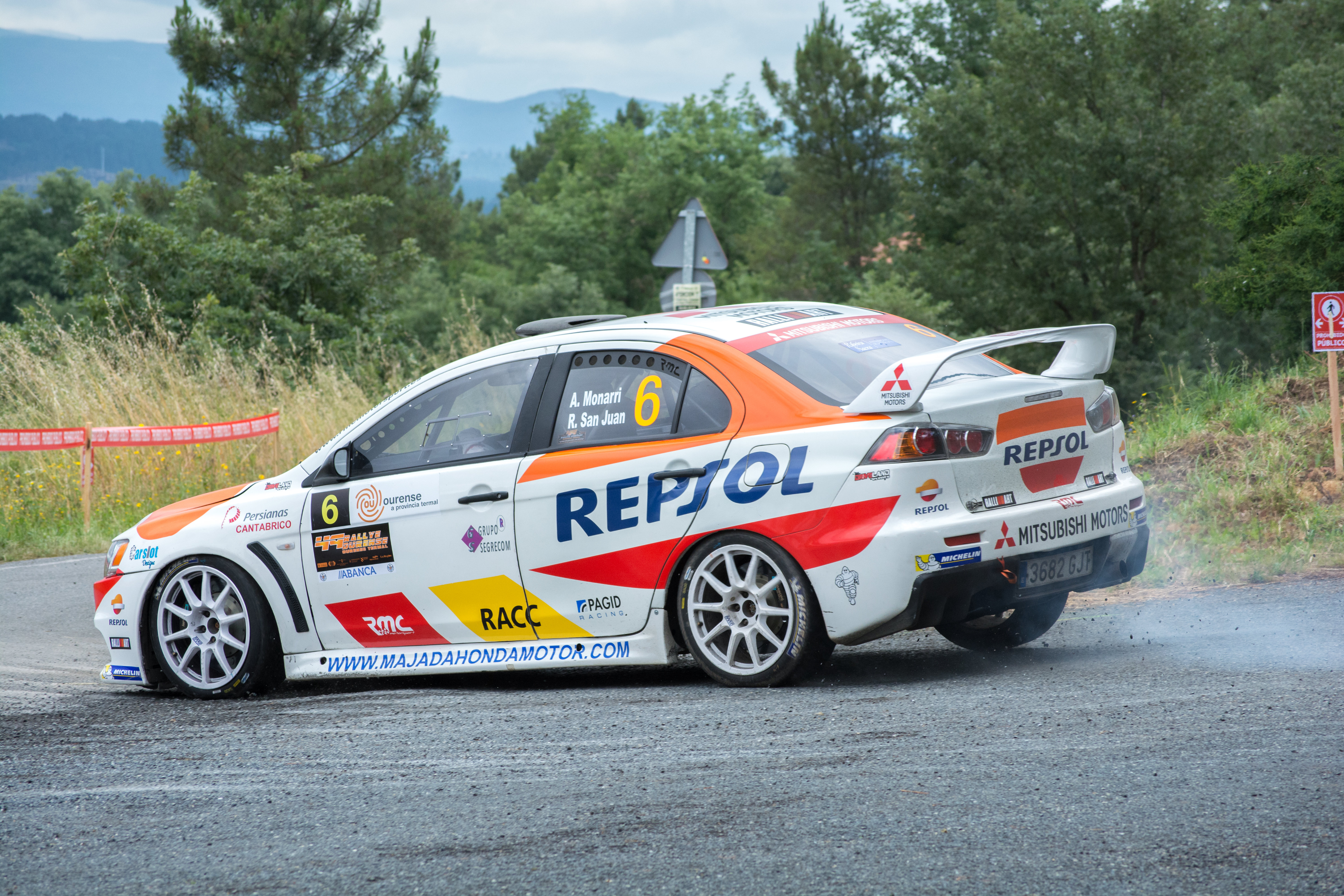
Repsol es una de las marcas frecuente en el mundo de los rallyes en España apoyando y patrocinando a diversos equipos. En la imagen Alberto Monarri en la temporada 2016 del Campeonato de España.

Los rallyes como deporte de alto coste cuenta con el apoyo de multitud de empresas, marcas o instituciones que apoyan económicamente tanto a pilotos, equipos como a los propios rallyes o campeonatos. Tanto empresas españolas como extranjeras han apoyado a pilotos y equipos, en competiciones nacionales y internacionales. Las más habituales son las marcas relacionadas con el motor (constructoras, fabricantes de componentes, lubricantes, hidrocarburos, etc.) el tabaco y la electrónica. Dentro de estas destacan:
- Repsol patrocinó a equipos como la Escudería Repsol; a marcas como SEAT en el campeonato del mundo, a Mitsubishi[105] y Suzuki[106] en el campeonato de España y a pilotos como Carlos Sainz, Nani Roma,[107] Isidre Esteve,[108] Marc Blázquez[109] o Salvador Cañellas jr.
- Castrol, Total, Ertoil, Motul, Michelin, Shell, Gulf, FINA, Esso, Bosch, Hella.

Algunas marcas llegaron a dar nombre a varios rallyes:
- El Corte Inglés: grandes almacenes que dieron nombre a una prueba canaria durante cuarenta años.
- Valeo: proveedor del sector automotor que también dio nombre a una prueba madrileña en los años 80.
- Firestone: marca de neumáticos que dio nombre a una prueba vasca, posteriormente lo hizo CS.
- Cajacantabria dio nombre al Rally de Cantabria durante los años 90 y Cajalicante a una prueba alicantina más tarde conocida como Alicante-Costa Blanca.
- Shalymar, conocida discoteca que dio nombre a una prueba madrileña.
- Sachs, filial vasca de una empresa automotriz alemana llevó a cabo el Rally Sachs.

Empresas y marcas de otros sectores:
- Pub Seis Peniques: empresa hostelera madrileña que patrocinó rallies, pilotos y circuitos entre los años 60 y 80.[110]
- El Rally de las Cavas se creó para apoyar el sector del cava en la región de San Sadurní de Noya (Cataluña).[111]
- El Rally del Sherry contó con el apoyo de los bodegueros de la provincia de Cádiz como una forma de promocionar sus vinos.
- La marca Marlboro muy presente en el deporte motor patrocinó a pilotos como Carlos Sainz, Jesús Puras,[112] Antonio Zanini[113] o Santi Concepción y a diversas pruebas nacionales.
- Red Bull, marca muy involucrada a nivel mundial ha apoyado a muchas marcas como Škoda, Citroën, Peugeot o Ford en el que han competido pilotos como Carlos Sainz o Dani Sordo.
- Recalvi,[114] Rallycar,[115] ACSM, Nupel, Philips, Vodafone, Movistar-Telefónica, Terratraining, Blendio, Nokia, Galicia Calidade, AutoLaca, Fortuna, Rothmans, Martini.

## Rallies

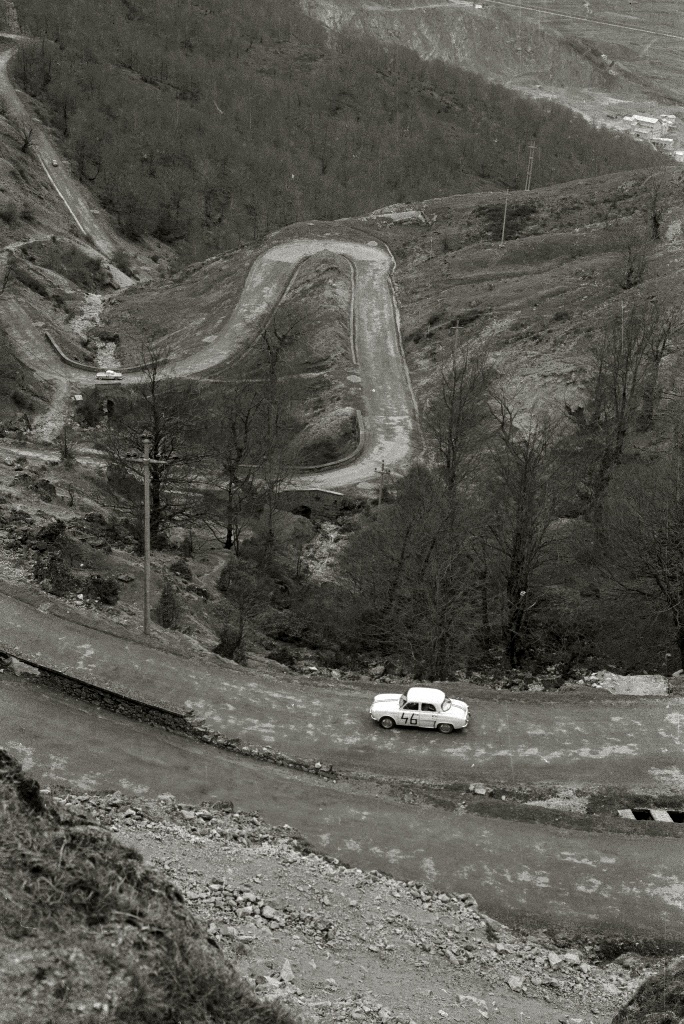
Las duras carreteras de montaña han sido usadas en múltiples ocasiones como escenario de los rallyes de la época. En la imagen el Vasco Navarro en 1960.

Las pruebas sobre asfalto son las más comunes y populares en España. Aunque ya se celebraban carreras antes de 1953, en este año nacieron dos de las más importantes y antiguas del país: el Rally Costa Brava y el Rally RACE de España. Al año siguiente nació el Rally Isla de Gran Canaria y en 1957 el Rally Cataluña. El rally raid más importante es el Rally Dakar que durante muchas ediciones circuló por España e incluso llegó a ser el punto de partida concretamente en Granada, en las ediciones de 1995, 1996 y 1999 y en Barcelona en 2005. Otras pruebas de carácter internacional fueron el Rally Ibérico, el Rally Lisboa-Madrid o el Rally París-Lisboa.
Además de los rallyes propiamente dicho en algunas comunidades como Asturias o Cantabria se celebran los rallysprint, pruebas similares pero de formato reducido y en Galicia los rallymix, de un solo tramo pero que mezcla asfalto y tierra. En Andalucía existen los Rallycrono y en otras como Castilla-La Mancha o Extremadura utilizan el término Tramo cronometrado.
A continuación listado de algunas de las pruebas más destacadas de España:

### Asfalto
- Algunas de las siguientes pruebas tuvieron tramos de tierra hasta los años 90.

- Rally Costa de Almería
- Rally Costa del Sol - Málaga
- Rally Gibralfaro
- Rally Sierra Morena
- Rally Sierra de Cádiz
- Rally del Sherry
- Rally de Linares
- Rally Pikolin
- Rally Vuelta a Aragón
- Rally Internacional Zaragoza-Pau
- Rally de Avilés
- Rally Princesa de Asturias
- Rally Villa de Llanes
- Rally Villa de Tineo
- Rally Cangas del Narcea[N 1]
- Rally Dijous
- Critérium Montseny-Guilleries
- Rally Baix Ebre
- Rally de las Cavas
- Rally Cataluña
- Rally Costa Brava
- Rally Girona
- Rally Playa de Aro
- Rally de Osona
- Rally de la Lana
- Rally de Salou
- Rally 2000 Virajes
- Rally de Invierno
- Rally Barcelona-Andorra[121]
- Rally de las Dos Cataluñas
- Rally de Cantabria
- Rally Aniversario Escudería La Restinga
- Rally de Torrelavega
- Rally de Cóbreces
- Rally de Guriezo
- Rally Cantabria
- Rally Islas Canarias - El Corte Inglés
- Rally Islas Canarias
- Rally Isla de Tenerife
- Rally Isla de Gran Canaria
- Rally Maspalomas
- Rally de La Palma
- Rally Villa de Adeje
- Rally de Talavera
- Rally del Bierzo
- Rally del Cid
- Rally Diputación de Ávila
- Rally Ciudad de León
- Rally Ciudad de Valladolid
- Rally Diputación de Ávila
- Critérium Luis de Baviera
- Rally Comunidad de Madrid
- Rally RACE de España
- Rally Shalymar
- Rally Valeo
- Rally de Madrid-La Alcarria
- Rally Cajalicante
- Rally Fallas
- Rally de La Nucía-Mediterráneo
- Rally de La Cerámica
- Rally de la Vendimia
- Rally Norte de Extremadura
- Rally de Ferrol
- Rally de La Coruña
- Rally do Cocido
- Rally de Ourense
- Rally Rías Baixas
- Rally San Froilán
- Critérium de La Rioja
- Rally Bosch
- Rally de Gernika
- Rally Bidasoa
- - Rally Sachs
- Rally Firestone
- Rally Vasco Navarro
- Rally Ibérico

### Tierra
- Rally Dakar (1987, 1989, 1994-1999, 2001-2008)[N 2]
- Baja España - Aragón
- Rally Comarca de Jiloca
- Rally de Tierra de Ejea de Los Caballeros
- Baja Andalucía
- Rally de Tierra Baja Almanzora
- Rally de Tierra de Palma del Río
- Rally de Huelva La Luz
- Rally de Tierra de Granada
- Rally de Pozoblanco
- Rally Andalucía
- Rally de Tierra de Lanzarote
- Rally Isla de Los Volcanes
- Rally de Tierra Isla Verde
- Rally de Tierra Isla de Tenerife
- Rally de La Oliva
- Rally de Antigua
- Rally de Tierra de Gran Canaria
- Rally de Tierra de Cataluña
- Rally de Cervera
- Rally Ciudad de Tárrega
- Rally de Tierra Tierras del Cid
- Rally de Tierra de Guijuelo
- Rally de Tierra de Villaquilambre
- Rally de Tierra del Bierzo
- Rally de Tierra de Madrid
- Rally de Riolobos
- Rally de Tierra de Lugo
- Rally de Tierra de Cabanas
- Rally de Tierra de Ourense
- Rally Terra da Auga
- Rally de Tierra de Vigo
- Rally de Tierra de La Rioja
- Rally Tierras Altas de Lorca

### Históricos
- Rally Gibralfaro
- Rally de Avilés

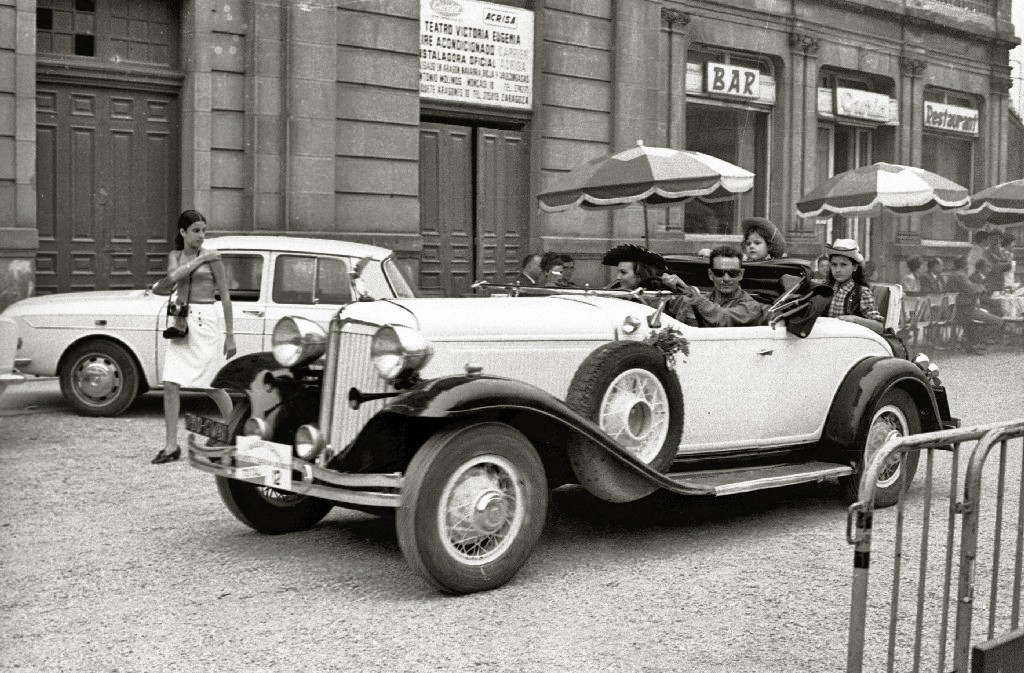
Los rallies de clásicos o históricos ya eran una realidad en la España de 1960. En la imagen un participante durante una concentración en 1967.

- Rally de Asturias Histórico
- Rally de Gran Canaria Histórico
- Rally Isla de Tenerife Histórico
- Rally Rutas Cántabras
- Rally de Trasmiera
- Rally Costa Brava
- Rally Internacional Barcelona-Sitges
- Rally de España
- Rally Extremadura Histórico
- Rally de Galicia Histórico
- Rally Rías Altas Histórico
- Rally de Talavera Histórico
- Rally Internacional Barcelona-Sitges

### Rallysprint y rallymix
- Rallysprint Virgen del Viso
- Rallysprint de Castropol
- Rallysprint Villa de Luarca
- Rallysprint Villa de La Sidra
- Rallysprint de Carbayín
- Rallysprint de Navelgas
- Rallysprint Cielo de La Palma
- Rallysprint de Atogo
- Rallysprint de Hoznayo
- Rallysprint Arce-Camargo
- Rallysprint Ontón-Otañes
- Rallysprint Buelna-Cieza
- Rallysprint de Miengo
- Rallysprint de Cóbreces
- Rallysprint de La Cerdanya
- Rallymix Concello de Touro
- Rallymix Concello de Piñor
- RallyMix de Cuntis
- RallyMix Concello de Barbadás
- Rallysprint Legazpi - Gabiria
- Rallysprint Valle de Carranza
- Rallysprint de Fuenterrabía
- Rallysprint de Azpeitia
- Rallysprint de Aramayona
- Rallysprint de San Miguel
- Rallysprint Ñañarri
- Rallysprint Zarcilla de Ramos
- Rallysprint Villa de Librilla

### Festivales yfórmula rally
Existen también las pruebas puramente de exhibición y otras aún siendo competitivas con un formato más libre caso de la Carrera de Campeones que durante muchos años se realizó en España principalmente en Canarias.
- Rally Festival Trasmiera
- Rally Solo Escort
- Grupo A Legend Rally[122]
- Fórmula Rally Ciudad de Oviedo[123]
- Carrera de Campeones (1992-2003)[124]

## Otras competiciones y proyectos
Además de los campeonatos existen diversas copas y trofeos de promoción organizadas por diferentes entidades, marcas y fabricantes. En el certamen de asfalto se han llevado a cabo copas de promoción de donde han surgido diversos pilotos que han destacado posteriormente. Entre otras destacan el Desafío Peugeot, la Copa Renault Clio, el Trofeo Citroën, la Copa Fiat Punto, la Copa Suzuki Swift o la Mitsubishi Evo Cup, entre otras. Más allá de los competiciones oficiales se han realizado diversos proyectos de distinta naturaleza relacionados con el mundo de los rallyes la mayoría con el objetivo de promocionar a los jóvenes talentos.

### Campeonato Zanini Racing
También conocido como Campeonato ZR fue un proyecto promovido por el piloto Antonio Zanini que se realizó entre 1980 y 1982 para promocionar a pilotos jóvenes. Se  inscribieron cerca de 470 participantes ya que los requisitos eran básicos: disponer de licencia federativa y competir con un vehículo de baja cilindrada, como los SEAT 124, 127, 133 o Ford Fiesta. Entre otros, triunfaron pilotos como Pere Solans, Jaume Giralt, Francisco Bernal, Xavier Juvanteny, Josep María Bardolet o Enric Burrull.

### Bolsa del RACE
Fue un proyecto llevado a cabo por dicha entidad en 1984 en el que otorgó a cada federación regional una bolsa de 150.000 pesetas con fin de que los pilotos de cada región participaran en el Rally RACE Costa Blanca.

### Carlos Sainz Júnior Team
Fue un proyecto creado por el piloto Carlos Sainz en el año 2000 y 2001 junto a Ford donde se seleccionaron a varios pilotos jóvenes para promocionarlos y apoyarlos. En el primer año los pilotos elegidos fueron: Óscar Fuertes, Fernando Medina, Esteban Vallín y Txus Jaio, este último que llegó a ser campeón de España de rally de tierra en 2002 y 2003 con un Ford Focus WRC. El segundo año se eligieron hasta cinco pilotos que participaron en diferentes pruebas de España a bordo de un Ford Ka Rally Kit Car.

### Producción Rally Racing
El Producción Rally Racing o PRR fue una copa monomarca organizada por el preparador Roberto Méndez (RMC) entre 2008 y 2009. La copa consistía en la participación de varios pilotos con el mismo modelo de coche -un Mitsubishi Lancer Evo IX el primer año y X el segundo- de idéntida mecánica y con asistencia común con un calendario compuesto de varias pruebas del campeonato de España de asfalto y el de tierra. El ganador tenía como premio la participación como piloto de RMC en el campeonato de España al año siguiente. El ganador el primer año fue el español Jordi Martí y el segundo el mexicano Benito Guerra.

### Objetivo Montecarlo
El Objetivo Montecarlo es un programa creado en 2012 por la Rally Center Racing School una empresa española que seleccionó a un piloto con una mínima experiencia para participar en el Rally de Montecarlo a bordo de un Mitsubishi Lancer Evolution. El primer año el seleccionado fue Joseba Castro Santamaría y el segundo Antón Pérez Fojón.

### Beca Júnior R2
Es un programa creado en 2017 destinado a jóvenes menores de 27 años con un calendario que incluía pruebas del campeonato de España rally de asfalto, del campeonato de tierra y una prueba del campeonato del mundo. Como premio el ganador obtiene un programa en el ERC Junior del campeonato de Europa de rally.

### Pentacampeonato de España
Fue un proyecto ideado por la RFEDA que consistía en un certamen destinado a pilotos de entre 18 y 30 años que tendrían que disputar con un Subaru BRZ de tracción trasera y compitiendo en pruebas rallys de asfalto y tierra, carreras sobre hielo, montaña y circuitos. Tras varios retrasos y el cambio de presidente en la federación el proyecto se canceló y el único Subaru BRZ Pentacar desarrollado para el certamen se puso a la venta.

### Competiciones virtuales
En el mundo de los videojuegos, más conocidos como eSports, también se celebran competiciones a nivel nacional gestionadas por empresas y federaciones.

## Impacto
Los rallies son un deporte de masas con un gran impacto económico y social que congregan un gran número de aficionados y medios de comunicación. Sirven como fomento del deporte y como estímulo de la economía local. Aunque es difícil contabilizar el número de asistentes a un rally, a diferencia de un evento deportivo celebrado en un recinto cerrado en el que solo basta con contar el número de entradas vendidas, existen estudios que arrojan datos sobre el impacto de un evento del Campeonato de España de rally. En dos estudios realizados en 2014, uno por la agencia Ácido Comunicación sobre el Rally de Ourense y otro por Julia Torralba de la Universidad de Vigo sobre el impacto en la comarca de Ferrolterra del Rally de Ferrol, se desprenden que el impacto económico varia entre el 1.000.000 de euros, en el primer caso y los 3.000.000 en el segundo. El número de asistentes se contabilizaron en torno a los 30.000 y 40.000 espectadores.

### Accidentes
Como deporte de riesgo que son los rallies y el automovilismo en general, los accidentes son habituales y en algunos casos ha causado la muerte tanto a los participantes como a los espectadores. 
- Juan Fábregas y Francisco Arderiu fallecieron durante el Rally del RACE de 1954.[143]
- Luis D. Seco Borges, copiloto portugués que perdió la vida en el Rally Ibérico de 1956.[144]
- En 1966 el equipo formado por José Luis Pampyn y Rafael Taravilla se estrellaron y perdieron la vida en el recorrido de concentración del Rally de Montecarlo.[145]
- Luis de Baviera copiloto que falleció mientras disputaba con Bernard Tramont el Rally del Sol de 1966.[146]
- Jaime Segovia, copiloto de Bernard Tramont, falleció durante la disputa del Rally Bosch de 1970.[147]
- Manuel Barbeito, copiloto de Jorge de Bagration que perdió la vida en el Critérium Luis de Baviera de 1977.[148]
- Joaquín Rodríguez Vizcaíno falleció en el Rally Gibralfaro de 1977 (Andalucía).
- En el rally de Ferrol de 1981 un espectador falleció y dos más resultaron heridos tras una salida de pista de un piloto.[149]
- Un espectador falleció en el Rally El Corte Inglés de 1983 tras la salida de pista de un piloto alemán.[150]
- José Manuel Hernández Pedroche falleció cuando participaba en el Rally Playa de Aro de 1988.[151]
- Juan Antonio Vigo copiloto de Sebastián Álvarez en el Critérium Villa de Adeje de 1988.
- El piloto Mariano Batet falleció tras un accidente en el Rally d'Hivern Vila de Sitges de 1993.[152]
- En 2005 en el rally de Guriezo en Cantabria, un espectador falleció tras ser arrollado por el vehículo conducido por Ramón Ruiz.
- En el rally de Narón de 2005 el copiloto Alberto González falleció al quedar atrapado dentro de su vehículo en llamas.[153]
- En 2006 el copiloto Cristián López Herrero falleció en el Rallysprint de Comillas en Cantabria.[154]
- En el rally Cataluña de 2006 el copiloto alemán Jörg Bastuck perdía la vida al ser arrollado por otro coche mientras cambiaba una rueda.[155]
- En 2011 dos espectadores perdieron la vida al ser arrollados durante el Rallysprint Ciudad de Pozoblanco (Andalucía).
- En el Rally de la Coruña de 2015 seis espectadores fallecieron al ser arrollados por un participante.
- Un espectador perdió la vida tras ser arrollado durante el Rally Príncipe de Asturias de 2012.[156]
- Un espectador perdió la vida en el Rally Sur do Condado de 2018.[157]
- El copiloto Julen Bilbao perdió la vida durante la disputa del Rally Balcón de Vizcaya en 2019.[158]
- Un espectador fallece al ser arrollado por un participante del Rally Ciudad de la Laguna de 2019.[159]
- El equipo formado por Jaime Gil y Diego calvo fallecieron tras un accidente en rally de Llanes de 2021.[160] También en Asturias y dos años después la pareja formada por Julio César Castrillo y Francisco Javier Álvarez fallecieron tras un accidente durante el Rally Villa de Tineo.[161]
- En 2023 la copiloto Bárbara Gómez fallece tras un accidente durante una prueba en León.[162]

En otros casos los accidentes no provocan víctimas mortales pero sí pueden obligar a un piloto o copiloto a retirarse. Algunos ejemplos de ello son:
- José Piñón, sufrió un duro golpe con su Renault Clio S1600 en el Rally de Avilés de 2004.[163]
- Xavi Lorza, copiloto de Joan Vinyes sufrió graves quemaduras en la cara durante el rally de Avilés de 2005.[163]

### Medios de comunicación

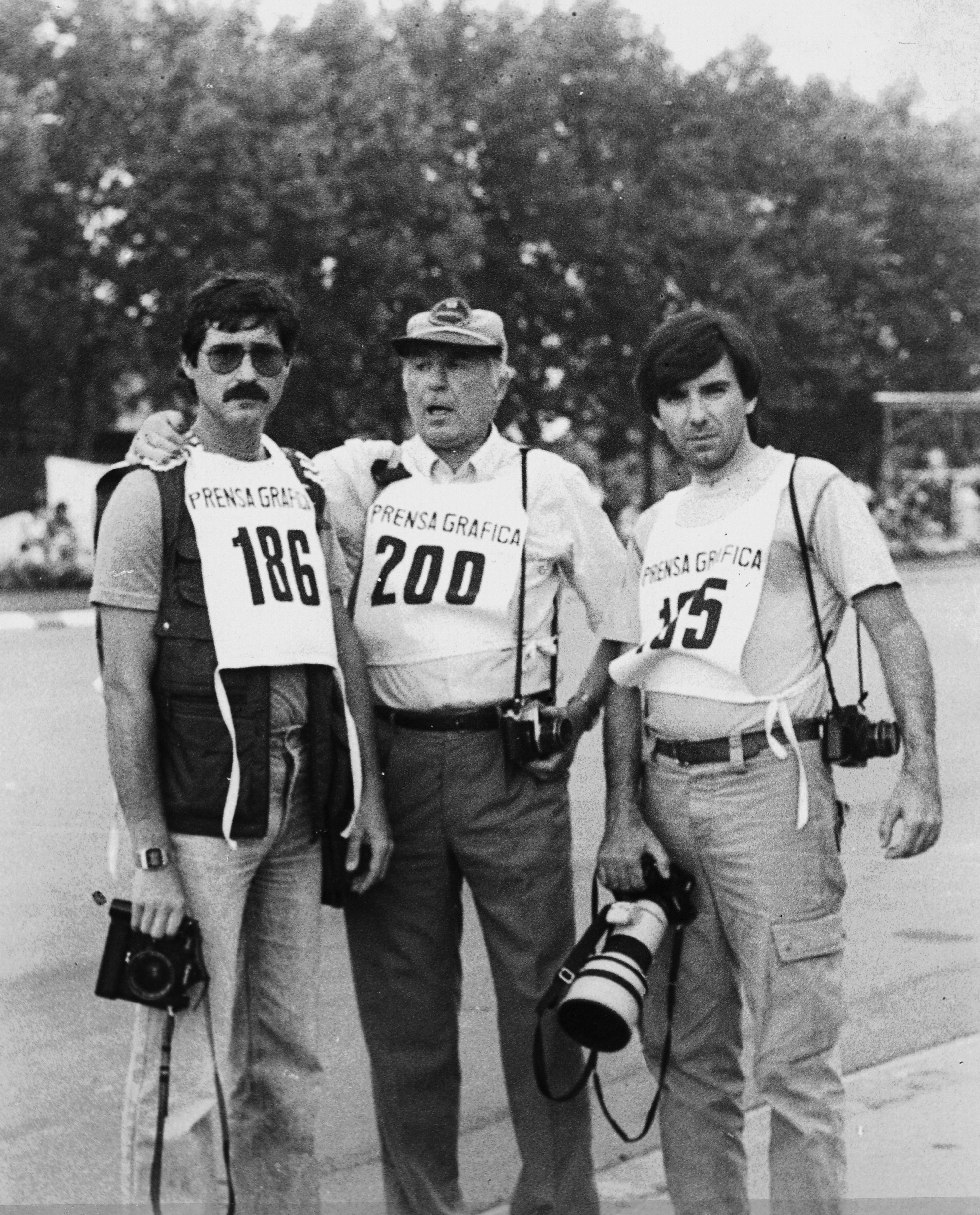
«Los Alguersuari», familia de periodistas gráficos más destacada del en España.

Los medios de comunicación juegan un papel importante en la difusión y promoción del deporte en España. Aparte de los medios generalistas, existen medios deportivos especializados en los rallyes así como el automovilismo en general. En prensa destacan los diarios deportivos de tirada nacional Marca, AS y Sport. En revista destacan los siguientes: AUTOhebdo Sport, AUTOPISTA, Todo Rallyes, Crono Motor, Fórmula, 4 Tiempos, Revista Turini, Rally XS o Rally Acción.
Entre los periodistas o reporteros gráficos que han trascendido a lo largo de la historia del deporte motor en España destacan: Virgilio Hernández Rivadulla, reportero de Pueblo y Velocidad entre otros; Gerardo Romero-Requejo editor de Mundo Mundial, Juan Carlos Parejo, José Antonio López-Olea, Paco Costas, Tomás Díaz en el diario AS, Enrique Hernández Muñoz-Luike creador de la revista Motociclismo, más tarde Autopista; Sergio Piccione y Eduardo Azpilicueta en Motor 16, AUTOPISTA y Car of the Year; Manuel Domenech, José María Casanovas, Fernando Rubio Milá en Auto-Revista, Luis Ramón Criado creador de Auto-Hebdo Sport, Francisco Alguersuari y  sus hijos José María Alguersuari y Jaime Alguersuari, este último padre de Jaime Alguersuari (piloto de F1) y director de revistas de motor de éxito; Eloy Chaves, fotógrafo de la revista AUTOPISTA; la familia Pérez de Rozas, Jordi Antoni Viñals, Gonzalo Arche, Luis González Canomanuel, Antonio Ibáñez, Esteban Delgado, Gonzalo Belay Sr. e hijo, José Luis Cortijos, Javier Forcano, Mario Chavalera, director de la revista Fórmula, Jaime Olivares, Miguel Cuadrado, Ignacio Par, Jorge Brichete, José María Piñar, Luis Garrido, Alex Blanco, Raymond Blancafort, Joan Aymamí, Pipo López o Ricardo Muñoz, este último primero piloto de rally y luego periodista. Periodistas extranjeros que también destacaron en España se encuentran los británicos Martin Holmes, Hugh Bishop, Reinhard Klein o el italiano Manrico Martella.

### Literatura
Además de los medios también existen libros publicados sobre pilotos u otros temas. Sobre Carlos Sainz se han publicado al menos cuatro libros: Carlos Sainz: Un Español Campeón Del Mundo en Rallyes (1991), escrito por Ricardo Muñoz y Ángel Orte; Carlos Sainz: Pasión Por Ganar (1996) de Javier Rubio;  Imágenes de Carlos Sainz: un piloto, un estilo, una época (2005) de Esteban Delgado Contreras y Carlos Sainz. Vencer al desierto: La historia del único español que ha logrado el sueño de ganar el Dakar en coche (2010) por Manuel Franco Peral. Sobre Antonio Zanini se publicó un libro Antonio Zanini, de la A a la Z por Esteban Delgado. Sobre pilotos locales: Lolo García. 25 años a fondo de Gregorio Espartosa, que también escribió junto a Nacho García y Marcelo Carbone 101 pilotos asturianos. El ingeniero y expiloto Rafael Cid escribió un libro sobre sus vivencias en el mundo del motor con el título Los rallyes que viví...1967-1987. El también expiloto Jose Piñón escribió un libro años después de sufrir un grave accidente en el rally de Avilés de 2004, con el título Sentimientos perdidos. Sobre Medardo Pérez se escribió una biografía titulada Medardo, nacido para correr y… ganar.
El periodista Pipo López y Javier Bueno publican anualmente un anuario bajo el nombre Rally a rally con resúmenes de los principales campeonatos nacionales e internacionales. Libros específicos sobre rallyes se encuentran el escrito por Javier Figueirido Rallye de Orense 1967-2003 sobre la historia del Rally de Ourense o el escrito por Luis Miguel Díaz Sánchez 2015, De carreras por La Coruña 1. con amplia información sobre Rally de La Coruña. En temas más genéricos, el libro Los rallyes en España. Desde el primer RACE en 1953, hasta Carlos Sainz (1953-1980) publicado por el RACE y escrito por Ricardo Muñoz.
Sobre automóviles se publicó en 2023 Porsche 911 R del periodista Valentí Fradera en el que narra la historia de una unidad de este modelo con el que Josep María Palomo ganó el campeonato de España en 1969.